# ロシア建築

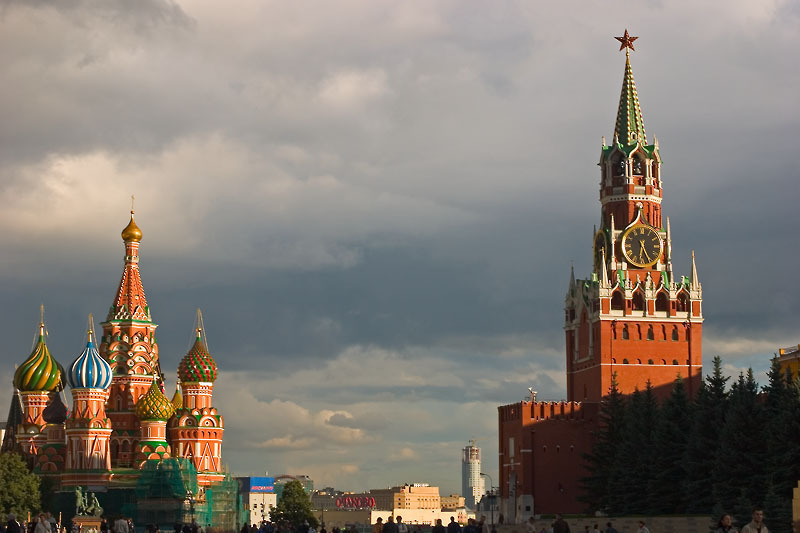
赤の広場（モスクワ）

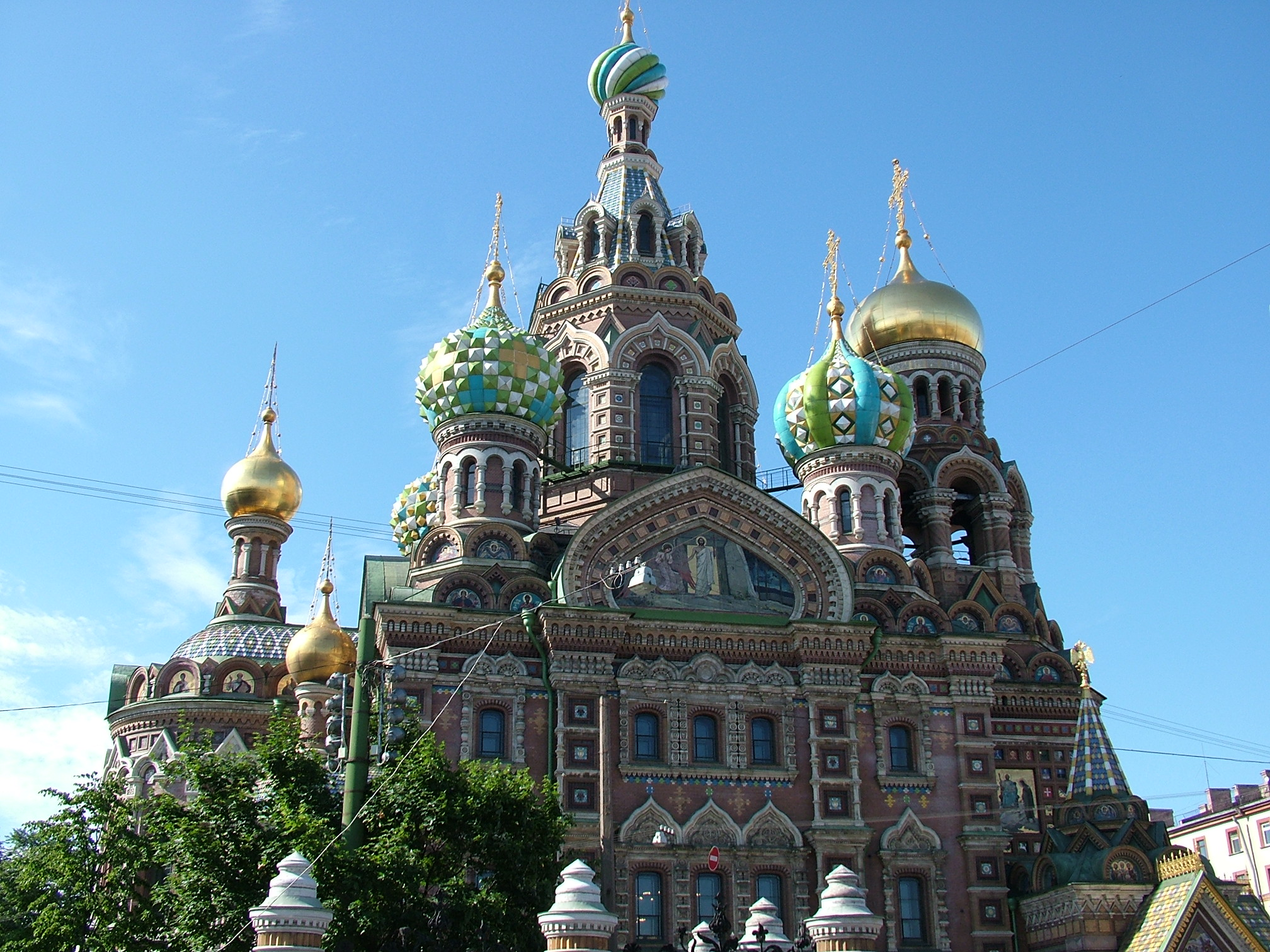
血の上の救世主教会（1883年～1907年、サンクトペテルブルク）

ロシア建築（ロシアけんちく）は、ルーシ期、及びその後の主にロシアにおける各時代の建築様式を紹介する。
ルーシ、またロシアは10世紀まで木造建築のみであった。キエフ・ルーシ（現ウクライナ中心）が興り、今日「黄金の環」と呼ばれるウラジーミル、ロストーフ、モスクワなどの城砦都市を中心した公国が発展していく。それにつれて、城壁や教会建築も盛んになった。
17世紀末から18世紀初めのピョートル1世は、ロシアにヨーロッパ文化を積極的に持ち込んだ。バルト海沿岸に、ロシア初の不凍港であるサンクトペテルブルクを建都し、遷都した。この地はモスクワとは全く異なる性格をもつ都市へと発展し、当時ヨーロッパで絶頂だったバロック様式が花開いた。
帝政時代は、古くからのロシアの伝統とヨーロッパの潮流のせめぎ合いであった。
ロシア革命によるソビエトが成立すると、過去を否定し、まったく新しい建築を模索するロシア・アヴァンギャルドが登場し、構成主義が一世を風靡した。しかしナショナリズムの台頭で再びスターリン様式のような古典に回帰し、長らく停滞期に入った。
しばしば、「ロシア建築」と呼ばれる建築の範疇には、キエフ・ルーシをロシアとみなして考えられている。しかし、キエフ・ルーシを必ずしも「ロシア」の枠組みとはせず、東スラブ共通との意味で「ルーシ」ととらえる研究がロシア以外の国では盛んになっている。その意味では、「ロシア建築」というくくりよりも、「ルーシ建築」と呼ぶ方が妥当なものもあるが、本ページでは便宜的にまとめて扱う。

## ロシア建築の特有の装飾

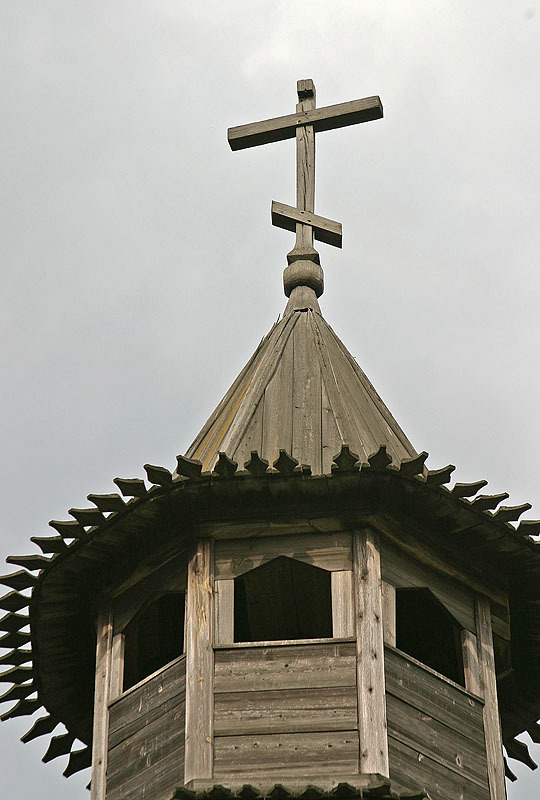
ボーチカの一例（ニコロ＝カレーリスキー修道院の聖門）

### ココーシュニク
ココーシュニクココーシュニク（建築）は上部が半円形をした装飾のこと。上部が尖った形をしているものもある。18世紀ごろのロシアの建築物によく見受けられる。

### クーブ
クーブは、建物の上に載る曲線屋根の形式のことである。ロシア木造建築の典型的なフォルムでもある。

### ペディメント
ペディメントは、三角形の切妻壁のことである。主にファサードに設けられた出入り口の上などに設置された。

### ボーチカ
ボーチカは半円の尖塔屋根のことである。ロシア木造教会建築の大きな特徴である。

## ロシアの伝統的木造建築

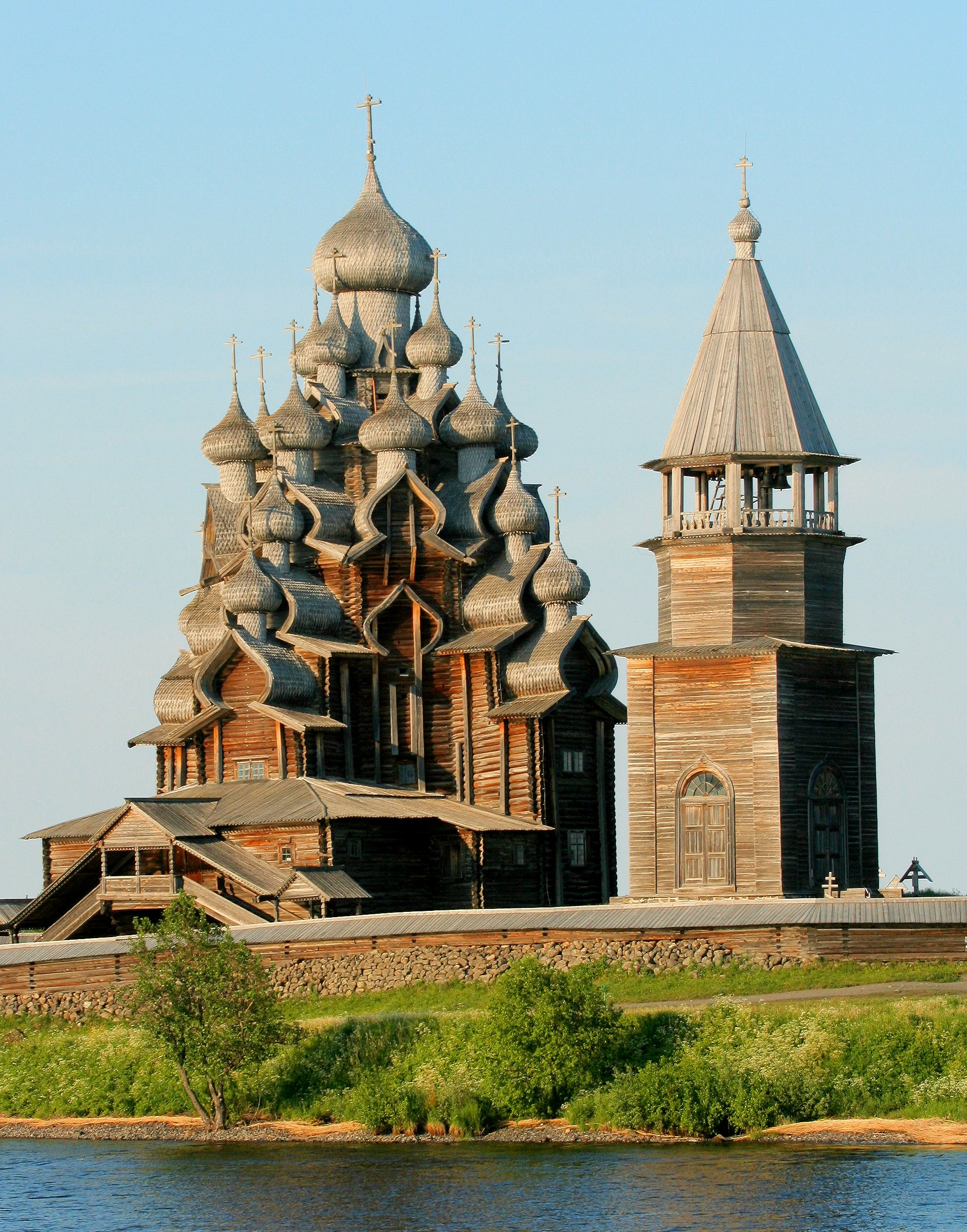
キジ島の顕栄聖堂（プレオブラジェンスカヤ教会、1714年）と鐘塔（1874年）。ロシア伝統的木造建築の最高峰。

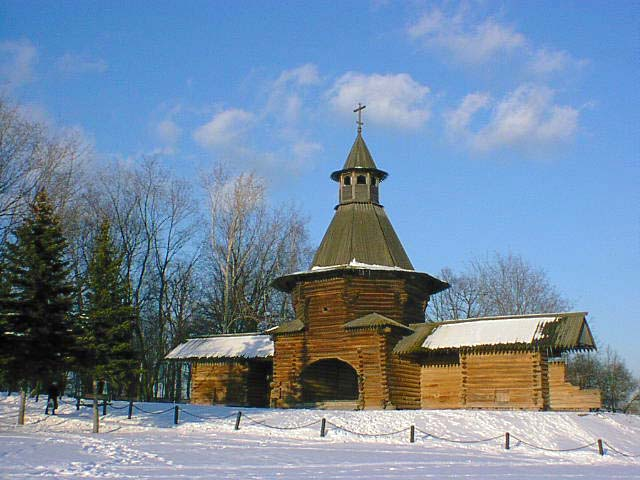
ニコロ＝カレーリスキー修道院の聖門（1692年）

10世紀に入るまで、ロシアの建築物はほとんどが木造だった。切断面が腐食しないように鋸ではなく木繊維の破壊が少ない斧を使用した。15世紀には鉄の釘を一本も使わずに建てる工法も生まれた。
ロシア北部には、現在もなお多くの木造建築が残っている。これは、ロシア北部ではタタールのくびきによる破壊を免れたこと、そして近現代で工業地帯とならなかったためであった。

### 木造の構造・工法
木造建物は丸太を組み合わせて作られた。最も基本的な工法は「ヴェネッツ」と呼ぶもので、丸太を水平に組み上げ長方形の平面をつくっていくものである。丸太を垂直の柱に打ち付けると、水平方向の丸太が乾燥して隙間ができてしまう。一方で、ヴェネッツ工法では丸太の接合部にホゾをほることで隙間ができにくくしていた。丸太の接合方法は主に以下の3通りあった。
- おわん組み
- ほぞ組み
- すきま組み

一軒の家を造るためには150本から170本の丸太を必要とした。丸太の間の隙間を完全に埋めるため、苔を詰めた。天井は丸太で組んで、天井裏に粘土を塗った。床は平板を敷きつめた。丸太を組んだ角の部分には基礎として大きな石を置くこともあった。
木造建築は時代が経ると技術の高度化と丸太木工の規格化が進んで、家一軒を組み立てるのに数時間ですむようになった。たとえば、1551年にロシア軍がタタール人の街であったカザンを包囲するために城塞都市のスヴィヤーシュスクを建設したが、僅か一ヶ月の工期であった。

### 民家イズバの発展
古代スラヴ人の住居は、貴族的な戦士層と農耕や牧畜を営む生産者層とで違う様式を持っていた。崖上などに城壁をめぐらせて建設する城塞には戦士層が住み、生産者層は、川岸近くの台地に10戸から20戸の半地下住居群を立てて暮らした。
半地下式の住居は、8世紀〜10世紀のスラヴ人の遺跡で確認されている。1.5メートル四方の大きさのものが多い。
定住をはじめたスラヴ人は、暖炉を兼ねたかまど（ペチカ）のまわりを住まいとした。住居は二部屋に発展し、「セーニ」と呼ばれる土間が付属するようになった。ペチカのある温かい居間はイズバ(Изба)と呼ばれ、イズバはやがて、農家など、民家全体の呼称にもなった。これら二部屋式の住居は、10世紀ごろの東・西スラブ人の住居跡ですでに見つかっており、現在の民家にも使われている。
やがて暖房のない第3の部屋が登場する。納屋や息子夫婦の寝室として使われ、クレーチと呼ばれた。のちに、さまざまな部屋や付属施設が作られるようになる。ロシア北部のイズバは、高床建物が主で、木の切り株を礎石として利用することもあった。厳しい寒さをしのぐため、敷地内の住居以外の空間を家に組み込み、納屋と同じように使った。場合によっては井戸も一つの屋根の下に収めた。暖房効果を高めるため居間は極限までコンパクトになった。また北ロシアやシベリアでは防寒用に家の周りに盛り土をした。
ウクライナなど温暖な南スラブでは、セーニが存在せず、民家はハータと呼ばれる。床と地面は同じ高さで、壁には石や練り土や粘土、煉瓦の家が使われた。

## ロシア建築の年代別様式

### 古典様式以前
10世紀に入るまで、ロシア（ルーシ）の建築物はほとんどが木造であった。ロシア建築の歴史は、木造を石造に置き換える歴史でもあった。

### ロシア古典様式

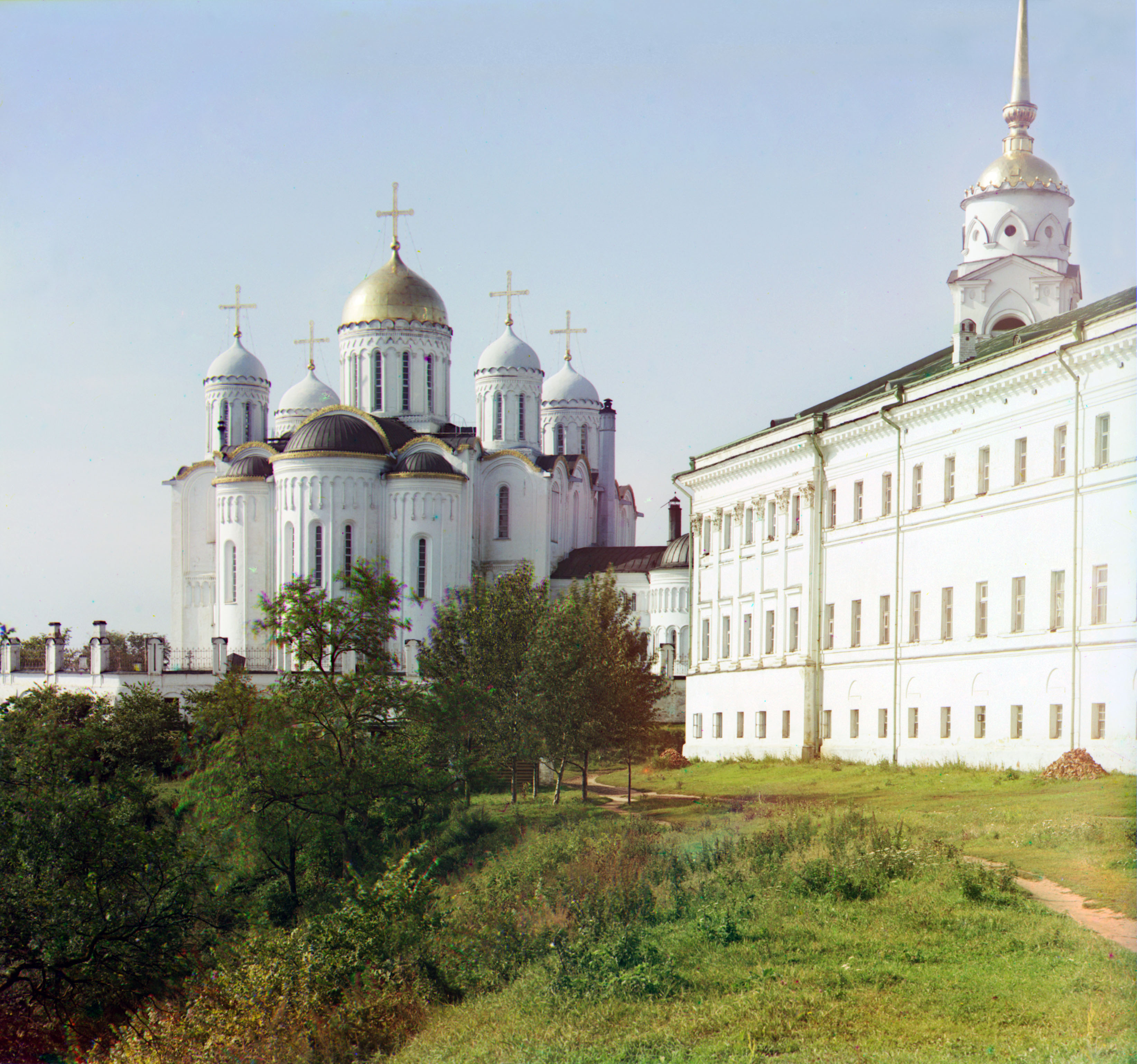
ウスペンスキー大聖堂（生神女就寝大聖堂）（1158年～1189年、ウラジーミル）

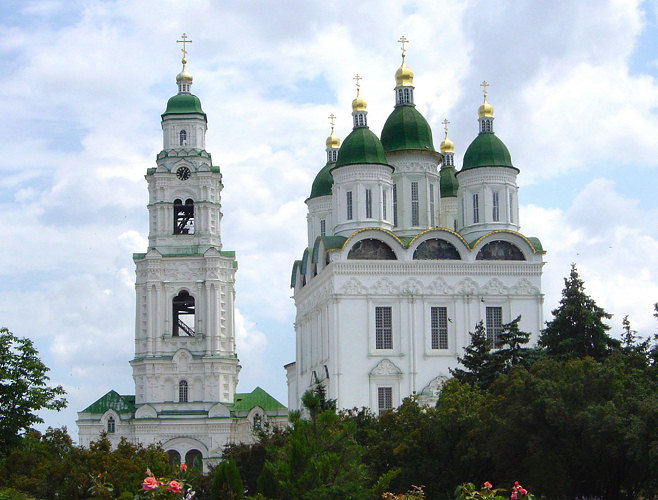
アストラハンのクレムリン（1582年～1589年、アストラハン）

キエフ・ルーシのウラジーミル1世の治世時、キリスト教を国教としキエフ初の教会であるデシャチンナ教会が建設された（この時期、まだ国家としてのロシアはなく、この時期の建造物はしばしば「ルーシ建築」とも呼ばれる）。
15世紀後半からイヴァン3世のモスクワ大公国が勢力を増していった。また時を同じくして、オスマン帝国によりコンスタンティノープルの陥落が起こると、モスクワ大公国の歴代の君主のなかに「モスクワ＝第三のローマ」とする第三ローマ論が意識されていった。つまりモスクワこそコンスタンティノープルの後継となるキリスト教・正教会の聖地であるとした考え方である。ロシア正教会の聖地、生神女就寝大聖堂（1158年～1189年、ウラジーミル）、赤の広場のポクローフスキー聖堂（1555年～1561年、モスクワ）などが生まれた。
17世紀にロマノフ朝が成立し、中央集権化が進むとロシア諸公国の各都市は要塞を兼ねた修道院が建築されるようになった。至聖三者聖セルギイ大修道院（15世紀、セールギエフスキー・パサード）、イパーチフスキー修道院（16世紀～19世紀、コストロマー）、スパソ＝ブレオブラジェンスキー修道院（12世紀～19世紀、ヤロスラーヴリ）などである。

### バロック様式

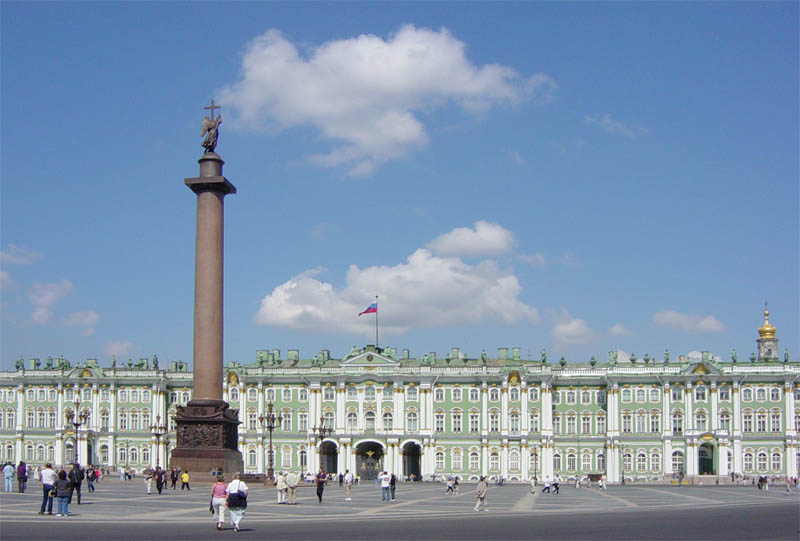
冬の宮殿（1754年～1762年、サンクトペテルブルク、バルトロメオ・ラストレッリ）。中央左の円柱はナポレオン戦争（祖国戦争）勝利記念のアレクサンドル円柱。

1712年にサンクトペテルブルクに遷都が正式にきまる。ペテルブルクは「ヨーロッパへの窓」と位置づけられ、都市計画がそのまま実現した都市となった。ピョートル1世は、才能ある若者を西ヨーロッパ諸国に留学させた。彼らはヴェルサイユ宮殿を建築模範とする教育を受け、ロシアに招かれた外国の建築家と競って仕事を行った。サンクトペテルブルクの建都初期の比較的落ち着いたバロック様式は「ピョートル・バロック」とも呼ぶ。
1740年から1760年代にかけてピョートル1世の娘エリザヴェータの命によって、イタリア人の建築家、バルトロメオ・ラストレッリが活躍した。彼の手に「冬の宮殿」（現、エルミタージュ美術館）を始め、スモーリヌィ修道院（1748年～1764年）などサンクトペテルブルクの代表的なものが建築された。この時期を「エリザヴェータ・バロック」とも呼ぶ。
一方で、モスクワではレンガの赤と白壁のコントラストを特徴とした。モスクワのバロック期の建築物の多くは、ナリルィーシュキン公の土地に建てられたため、「ナルィーシュキン・バロック」とも呼ばれる。

### ロシア・クラシック様式

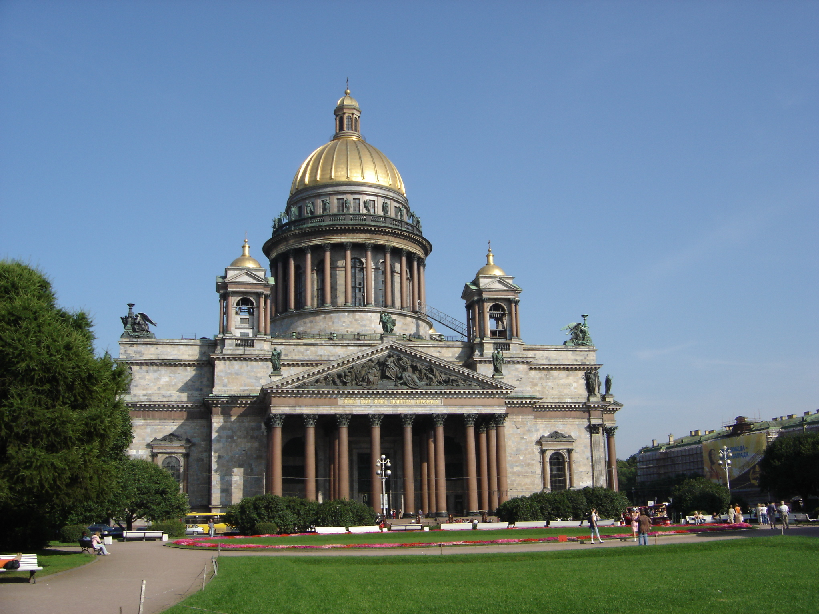
聖イサアク大聖堂（1818年～1858年、サンクトペテルブルク）

古代ギリシャやローマ時代の復古を取り入れた様式は「ネオ・クラシシズム」と呼ばれ、フランスの絶対王政の理念を表すとして好まれた。ロシアでもこの潮流が大きな影響を受け、「ロシア・クラシック様式」となった。
1812年のナポレオンのロシア遠征（ナポレオン戦争、ロシアでは「祖国戦争」とも呼ばれる）での勝利後、ロシア国内の愛国心の向上と古代エジプトや古代ローマの様式を取り入れ、クラシック様式は最高潮に達した。

### 折衷様式
1830年代に入ると、資本主義の波がロシアにも押し寄せた。クラシック様式は単調なものとみなされ、様々な様式を織り交ぜた折衷様式が生まれた。このころ鉄道の駅舎や商業施設など、それまでとは異なる大規模構造物が要求されていた背景もあった。
1880年ごろからは、鉄筋コンクリートとクラシック様式を折衷したものも出現した。ロシア古典様式の解釈を進め、ネオ・ゴシックや第二バロックなど古典回帰していった。

### ネオ・ロシア

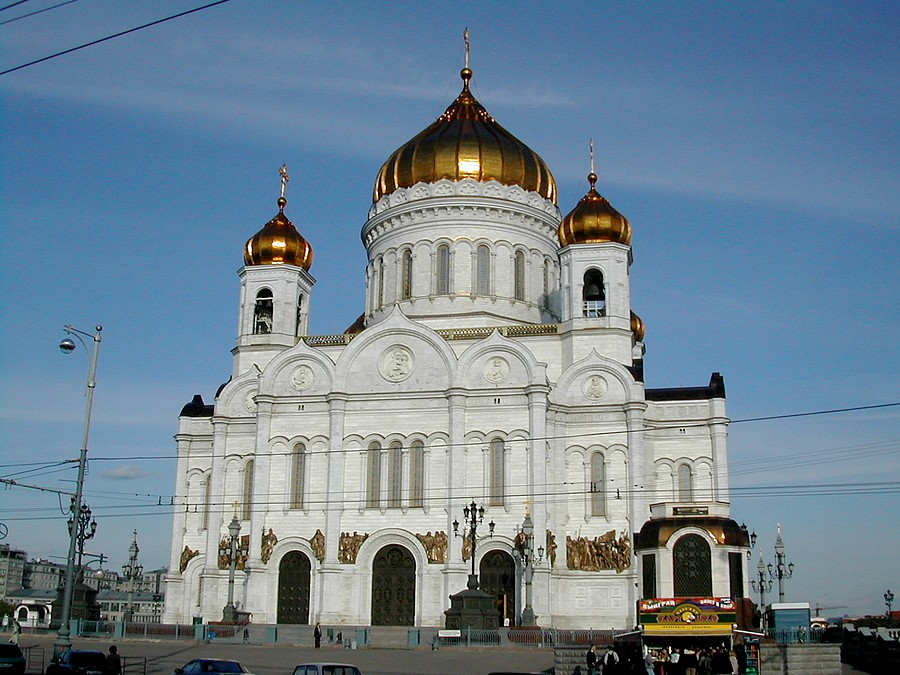
救世主ハリストス大聖堂（1824年未完成・2000年再建、モスクワ、K.トン）

ネオ・ロシアは、折衷様式からの発展形として、３つの段階を経た。第一段階は「ロシアビサンチン」であり、救世主ハリストス大聖堂（1824年未完成・2000年再建、モスクワ、K.トン）、クレムリン大宮殿（1838年～1850年、モスクワ、K.トン）が登場した。これらの大作は、教会と専制国家を具現化したものであったが、装飾の細かさでのみ表現しただけであった。
第二段階は、古典様式を科学的に再解釈する段階だった。合理的な立体構成と実用的な装飾が好まれた。代表的なものはモスクワ歴史博物館（1875年～1883年、モスクワ、V.シエルヴード）などである。
第三段階は、古典様式を、専制的なものではなくロシア諸公国時代の自由な発想を見出そうとした。そのきっかけは、画家ヴィクトル・ヴァスネツォフとV.ポレーノフによる伝統建築の芸術的解釈に基づいた新たな美的基準の創出運動だった。彼らはロシア諸公国時代にモチーフを求めた。第三段階の代表作としてはトレチャコフ美術館（1870年～1905年、モスクワ）などである。

### ロシアモダン様式
19世紀末からヨーロッパ全体に起こった新建築運動のモダン主義はロシアにも出現した。モダン様式の建築家たちは、折衷様式など古典的手法を否定した。そして歴史や過去の芸術の解釈よりも、個人的な嗜好や感情を優先した。
モダン様式の建築家たちは、またあらゆる芸術分野の融合させることで完全な創作を目指した。よって、建物の外観だけでなく細部の装飾やインテリア・家具までも、一貫した主張をもつようにデザインした。
着色したタイルやステンドグラスを多用したのもこの時期の建築の特色であった。ソーコル邸（1903年、モスクワ）やモスクワのホテル・メトロポール（1899年～1903年）、ゴーリキー文学博物館（1900年、モスクワ）が初期のモダン様式代表作である。

### ロシア構成主義
ロシア革命は、ロシア芸術にとっても一大転機となった。いままでの権威主義的・宮廷芸術的な建築が否定され、社会主義的・合理主義的な先鋭化した様式への回帰が叫ばれた。これらの芸術革新運動はロシア・アヴァンギャルドと呼ばれた。
ロシア・アヴァンギャルド建築の中でもっとも論理的な手法を用いたのが「構成主義」だった。構成主義は、建築物の力学的に計算しつくした構造による構造美こそが建築美であるという単純化した主張だった。建物のファサードも装飾美ではなく、構成全体の美しさを表現するようになった。

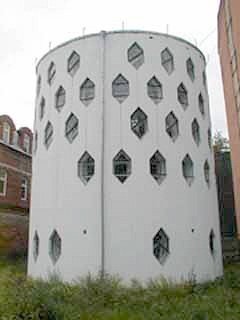
メーリニコフ邸（1927年～1929年、モスクワ、コンスタンチン・メーリニコフ）。すでに世界的名声を獲得していたため、ソビエト時代のモスクワに実験的な自邸を建築することができた。

1925年のパリの装飾博覧会でソビエト館を設計し、外国館グランプリを手にしたのがコンスタンチン・メーリニコフだった。メーリニコフは以後「コロンブス・モニュメント」の設計など、世界的に活躍しロシア建築界の巨匠となり、構成主義の旗手であった。

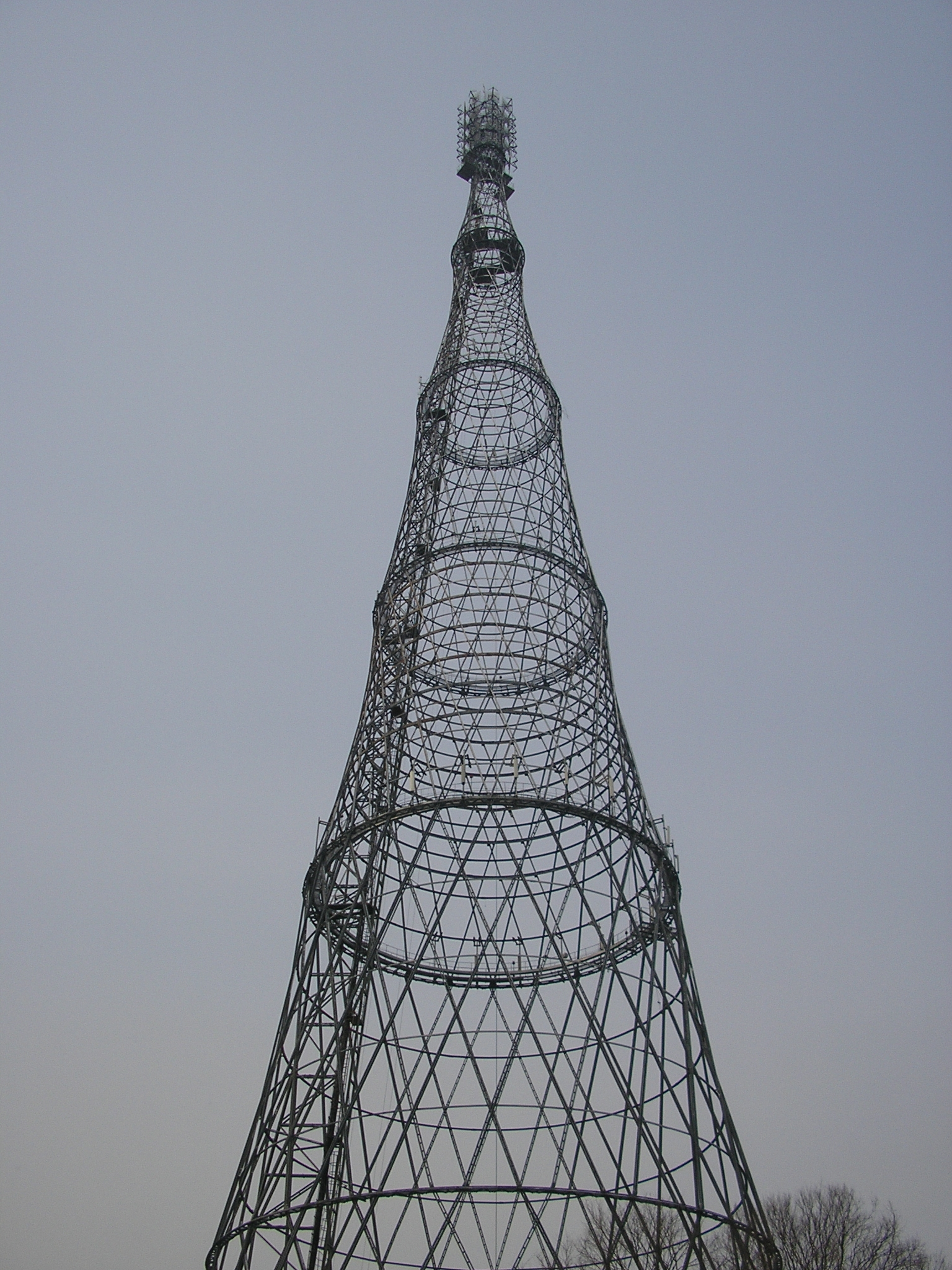
シャーボロフスカヤのラジオ塔（1922年、モスクワ）ウラジーミル・シューホフ作。

ウラジーミル・シューホフは、双曲面構造の外観をもつシューホフ・タワーと呼ばれる塔を創出した。ソビエト成立以後初めての大型構造物であったシャーボロフスカヤのラジオ塔を設計した。
一方1920年に、モスクワに美術・建築などの教育機関「ヴフテマス」（国立高等芸術技術工房、1920年～1930年）が創設された。ウラジーミル・タトリンやメリーニコフが教鞭をとり、非常に短期間だったが先鋭的な作品が数多く生まれた。まさにロシア版のバウハウスだった。

### スターリン様式
ロシア・アヴァンギャルドと呼ばれたラディカルな芸術運動は、スターリンの手により終結を迎えた。構成主義の押し出しの弱い建築は「様式論争」なかで否定され、再び国家の権威を強調したクラシック様式が好まれるようになった。
1930年のソビエト宮殿の構想は、ソビエト誕生後の建築における一大転換点になった。ソビエト宮殿のコンペは1931年に開催され、当時の建築界の巨匠ル・コルビュジエ、ロシアのメーリニコフも参加した。
しかし、構成主義の建築家の案はコンペに残ることはなく、労働者の像を頂点にしたモニュメント性の高いボリス・イオファンらの案が採用された。頂点の像をスターリン像に変更し、エンパイアステートビルディングを抜く高さを目指した。
スターリンは1947年のモスクワ建都800年記念に際して、世界の模範的首都とし、ソビエト宮殿を含むモスクワ再建を命じた。ソビエト宮殿は再着工したものの基礎工事のみで完成することはなかった。宮殿を取り囲むように配置された高層ビル群「セブン・シスターズ」は姿をあらわした。これらのビルは頂点には尖塔を取り付け、その威容を示した。

スターリン様式での建築で顕著な例の一つとしてモスクワの地下鉄であった。モスクワは急激な人口増加に対応すべく、地下鉄を国家的事業として推進した。地下鉄建設はさらにスターリン政権下で「社会主義のショーウィンドウ」・「労働者の宮殿」として定義された。地下鉄の駅の内装用の建材として、20種類の大理石・花崗岩・斑岩・ばら輝石などがソ連各地から集められた。建築された駅は、華美な装飾に彩られていった。

### ソビエト様式

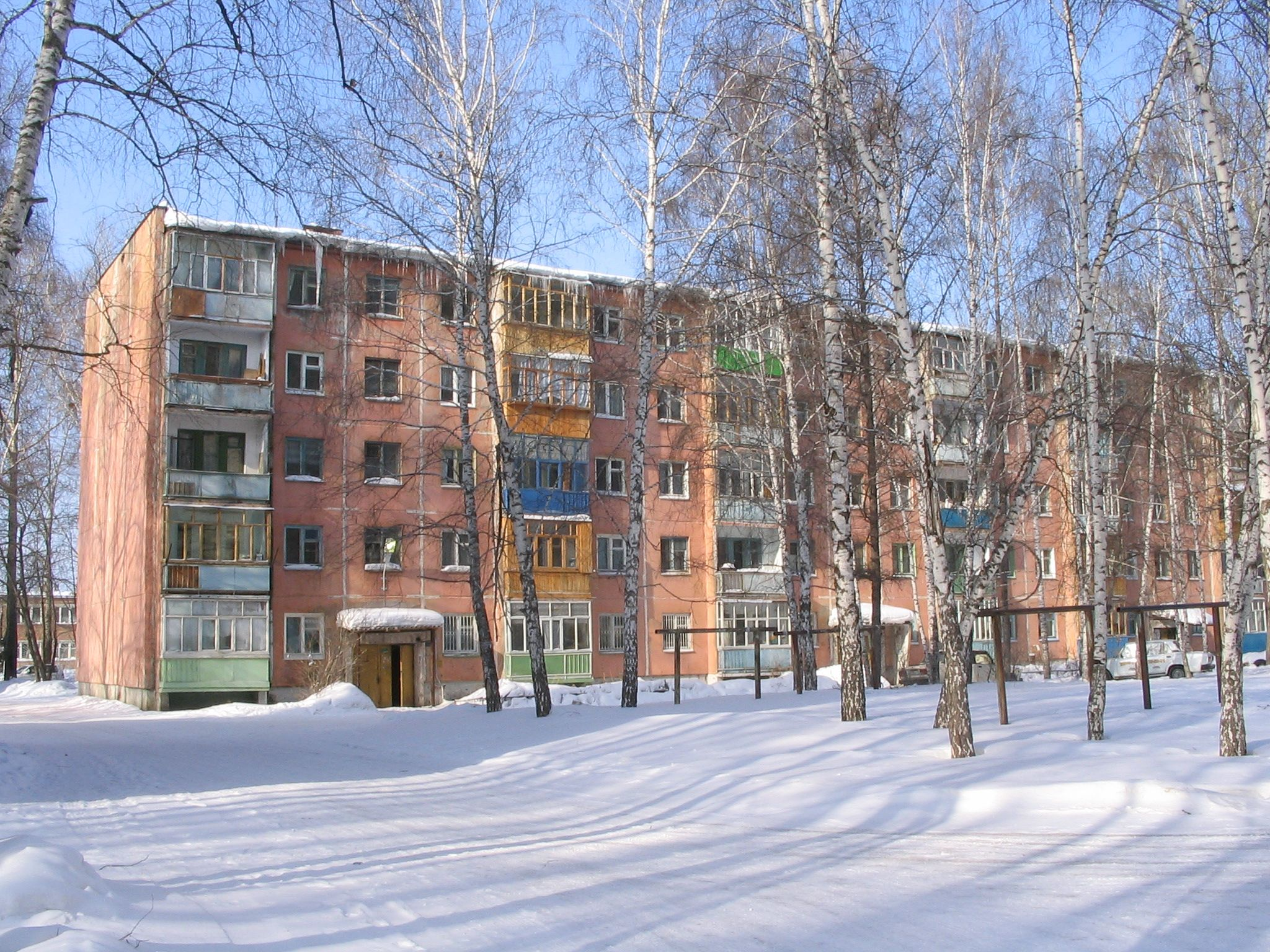
フルシチョフ時代の集合住宅

1954年のスターリンの死後に権力の座についたフルシチョフはスターリン批判を展開した。これはロシア内外に波紋を与えた。建築においても、スターリン時代の建物は労働者の要求を忘れ、コストや利便性を無視して華美に走ったと激しく非難した。
フルシチョフは、共産主義の主役である労働者が数世帯が共同入居していた劣悪な住環境から解放するため、新たに一世帯に一つの住居を提供する5ヶ年計画を策定した。この計画に基づいた集合住宅（いわゆる「フルシチョフカ」）の建設には、経済合理性というコンセプトのもと質素なコンクリート・パネルによる工法が主流となった。

### ペーパー・アーキテクト
フルシチョフ失脚後、ソビエトは官僚主義が支配する時代となった。ソビエト建築も長い停滞時期に入った。
当時のロシア建築界のこのような閉塞状況に、とくに若手建築家たちは当然ながら不満を抱いていた。
ソビエト国内でオリジナリティを発揮できなくなった建築家たちは、20世紀初頭に展開されたロシアアヴァンギャルド建築家たちの建設プロジェクトやソヴィエト宮殿計画などの時のように、しばしば紙の上のみの、非現実的な建築計画を制作し、国際建築設計競技特にアイデアコンペの出展により活路を見出そうとした。
これらの運動は「ペーパー・アーキテクト」とよばれ、1980年代に数々の国際コンペで入賞を果たしていた。
ペーパー・アーキテクト運動という何らかの芸術的な主義主張の下に誕生した運動ではないため、それぞれの建築家の表現方法もさまざまで、各作者の作品間に何らかの統一されたスタイルを見いだすことはできない。しかし共通点は過去のペーパー・アーキテクチャーからの引用によって構成しそこから具体な建築空間が想起させにくくされているものや、だまし絵のような不条理空間や、廃墟の設計図などがしばしば描かれた。各作品には建築設計することに対するニヒリズム的な性格を帯びていた。
この、建築界のアンダーグラウンドで展開されたペーパー・アーキテクトないしペーパー・アーキテクチャー運動は1970年代末、当時のモスクワ建築大学の教授であったイリヤ・レジャワが、自らの下に集まった学生たちと、国外の建築コンペティションに積極的に参加しはじめることで開始された。代表格にアレクサンドル・ブロツキーとイリア・ウトキンのコンビやミハイル・フィリッポフ、ミロン・ハザーノフらがいる。ただし彼らもその後は幾つか実作品も手がけるようになっていく。
こうしたソヴィエト・ロシアにおけるペーパー・アーキテクトという呼称は、明らかにネガティブな響きを持ち、非難・嘲笑するために用いられていた。実際活動を行っていた彼らにしても、あえて自らをそう呼んでいたものもいれば、実作もあって活動を続けていた者はその呼称を否定しているものなど、捉え方もさまざまであった。
このときに彼らに注目を集めていたのが、日本の建築雑誌『新建築』やセントラル硝子株式会社が主催する国際コンペティションで、実際の建設行為は前提とせず、一枚の図面のみによって表現する、あくまで構想のユニークさなどを競う審査されるというこれらコンペの条件は、通常のコンペに必要とされるプレゼンテーションのために行われる自身の渡航から巨大な模型やパネル類の国外搬出など、これらは彼らしても非常に困難だったからであり、当時の彼らが置かれていた状況にうまく合致していた。
これら若手ロシア人建築家らによる多数の入賞作品が注目され間もなく彼らの名は、ソ連国内よりもアメリカや西欧など西側諸国で注目を集めるようになっていく。

### ペレストロイカ以後
1985年のゴルバチョフにより始められた「ペレストロイカ」により、建築も長い停滞期を脱した。改革開放が進み大学教授が実際の建築設計を行えるようになった。すでに西側では死んでいた「ポスト・モダン」が一大ブームとなった。またアヴァンギャルドや構成主義の復活を試みるものも現れたが、多くはものまねに終わった。
1991年にソビエトが崩壊した。建築技術・資本など様々なものがロシアに流入した。経済はしばらく低迷したが、石油など豊富な資源により段段と成長過程に入った。建築界も西側のコピーから従来のロシア建築の見直しや融合など新たな段階に入った。

## 年表
| ロシア古典様式         | ロシア古典様式         | - ユーリエフ修道院のゲオルギエフスキー聖堂（1119年、ノヴゴロド） - 黄金の門（1158年～1164年、ウラジーミル） - 生神女就寝大聖堂（ウスペンスキー大聖堂）（1158年～1189年、ウラジーミル） |  |
| バロック様式           | バロック様式           | - キーキン宮殿（1714年～1720年代、サンクトペテルブルク） - ボリショイ大宮殿（1714年～1725年、ペテルゴフ） - エカテリーナ宮殿（1743年～1751年、プーシキン） - 冬の宮殿（1754年～1762年、サンクトペテルブルク） - スモーリヌィ修道院（1748年～1764年、サンクトペテルブルク） - トロイツキー聖堂（1776年～1790年、サンクトペテルブルク）                              |  |
| ロシア・クラシック様式 | ロシア・クラシック様式 | - カザン聖堂（1801年～1811年、サンクトペテルブルク） - タヴリーダ宮殿（1802年～1804年、サンクトペテルブルク） - 旧海軍省（1806年～1823年、サンクトペテルブルク、コローボフ） - 聖イサアク大聖堂（1818年～1858年、サンクトペテルブルク, オーギュスト・モンフェラン) - アレクサンドリンスキー劇場（1828年～1832年、サンクトペテルブルク）                            |  |
| 折衷                   | ネオ・ロシア           | - 旧モローゾフ邸（1894年～1898年、モスクワ） - エリセーエフ食料品店（1898年～1901年、モスクワ） - ヴラジヴォストーク駅の駅舎（1894年～1912年、ウラジオストク） |  |
| 折衷                   | ネオ・ロシア           | - トレチヤコフ美術館（1870年～1905年、モスクワ） - グム国立百貨店のファサード（1888年～1893年、モスクワ、ウラジーミル・シューホフ） |  |
| ロシアモダン様式       | ロシアモダン様式       | - ホテル・メトロポール（1899年～1903年、モスクワ） |  |
| ロシア構成主義         | ロシア構成主義         | - シャーボロフスカヤのラジオ塔（1922年、モスクワ、ウラジーミル・シューホフ） - ルサーコフ・クラブ（1927年～1929年、モスクワ） - ズーエフ・クラブ（1927年～1929年、モスクワ、イリア・ゴーロソフ） - メーリニコフのバスガレージ（1926年～1928年、モスクワ、コンスタンチン・メーリニコフ） - メーリニコフ邸（1927年～1929年、モスクワ、コンスタンチン・メーリニコフ） |  |
| ポスト構成主義         | ポスト構成主義         | - ロシア農業省（旧農業人民委員会、1928年～1933年、モスクワ、アレクセイ・シューセフ） |  |
| 様式論争               | 様式論争               | - ロシア運輸省（旧運輸人民委員部、1930年～1936年、モスクワ、イワン・フォミン）、 |  |
| スターリン様式         | スターリン様式         | - モスクワ国立大学（1949年～1953年、モスクワ） - ホテル・レニングラード（1949年～1952年、モスクワ） - ホテル・ウクライナ（1953年、モスクワ, ヴャチェスラフ・オルタルジェーフスキー） - 全ロシア博覧センター（1939年～1941年・1954年・1954年～1958年、モスクワ, ヴャチェスラフ・オルタルジェーフスキー）                                                            |  |
| ソビエト様式           | ソビエト様式           | - ルジニキ・スタジアム（旧レーニン中央スタジアム、1954年～1956年、A.ヴラーソフ・I.ロージン、モスクワ） - タガンカ劇場（1974年～1985年、モスクワ） |  |
| ペレストロイカ以後     | ペレストロイカ以後     | - ミレニアム・ハウス（1999年、モスクワ） - アイス・スポーツ・スタジアム（2000年、サンクトペテルブルク） |  |

※分類参考：リシャット ムラギルディン（著）『ロシア建築案内』TOTO ISBN 4-88706-216-8

## ギャラリー

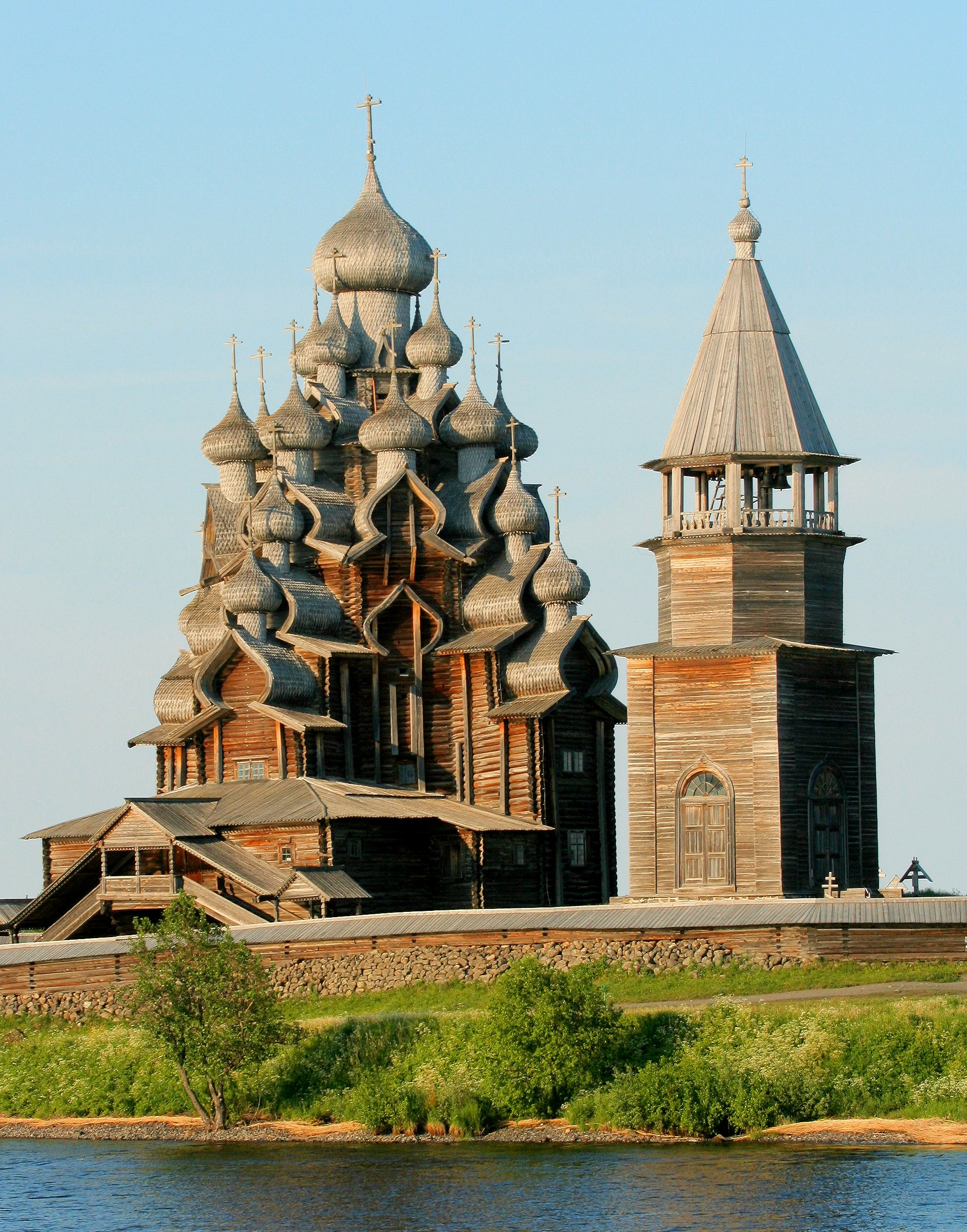
キジ島の救世主顕栄教会（プレオブラジェンスカヤ教会、1714年）と鐘塔（1874年）。ロシア伝統的木造建築の最高峰である。
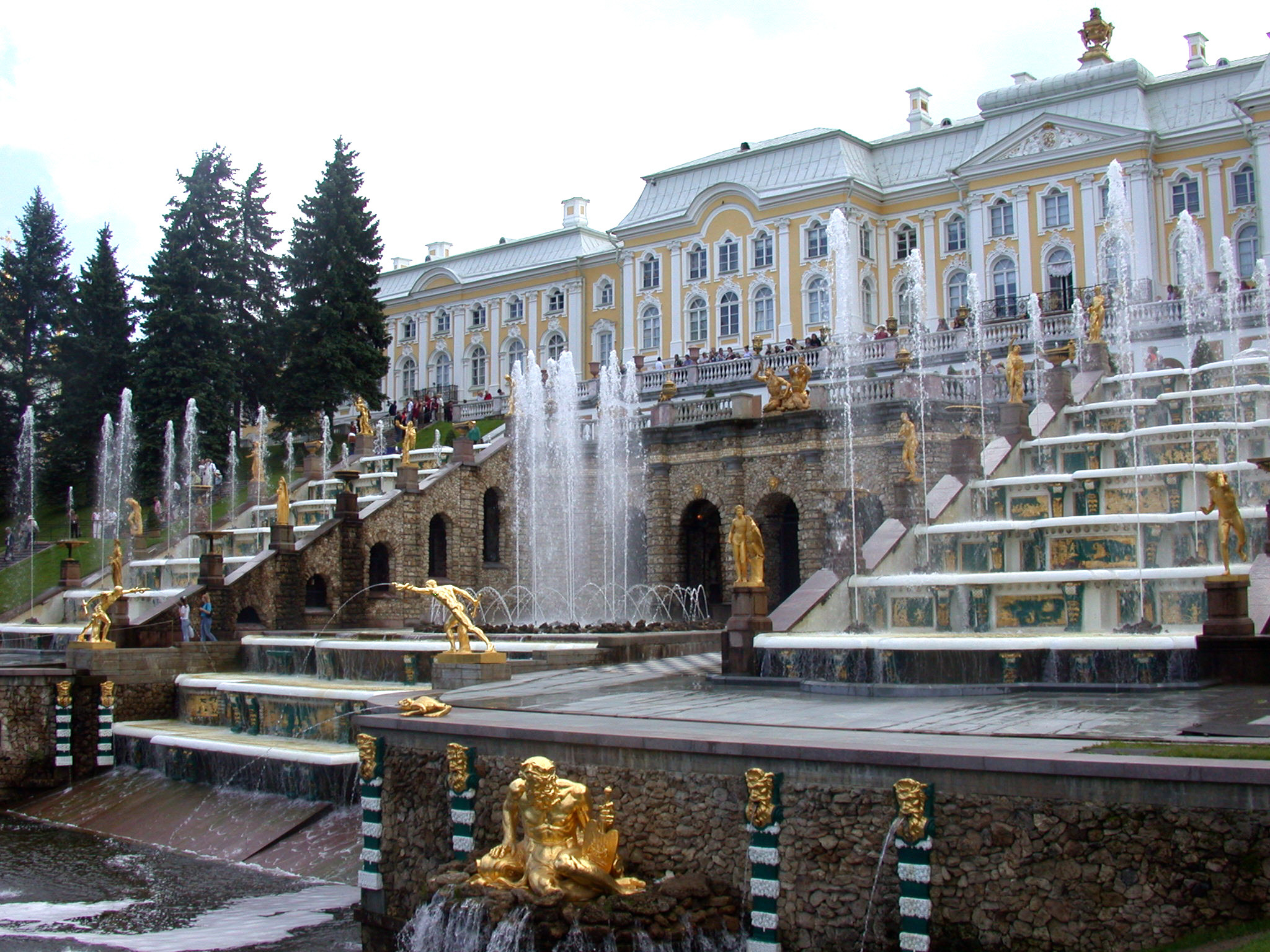
ペテルゴフに所在するバロック様式のボリショイ大宮殿（1714年-1725年）
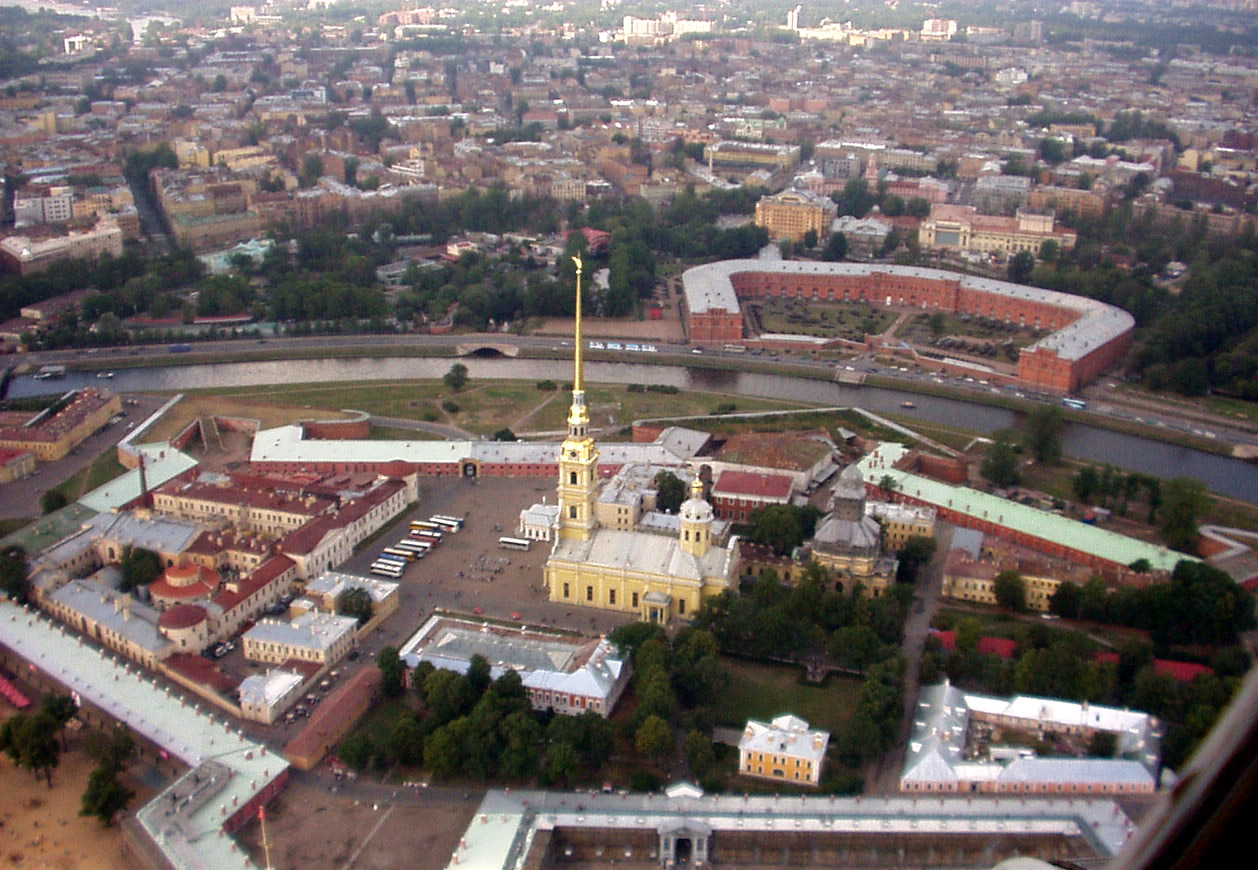
サンクトペテルブルクのペトロパヴロフスク要塞（1706年-1740年）
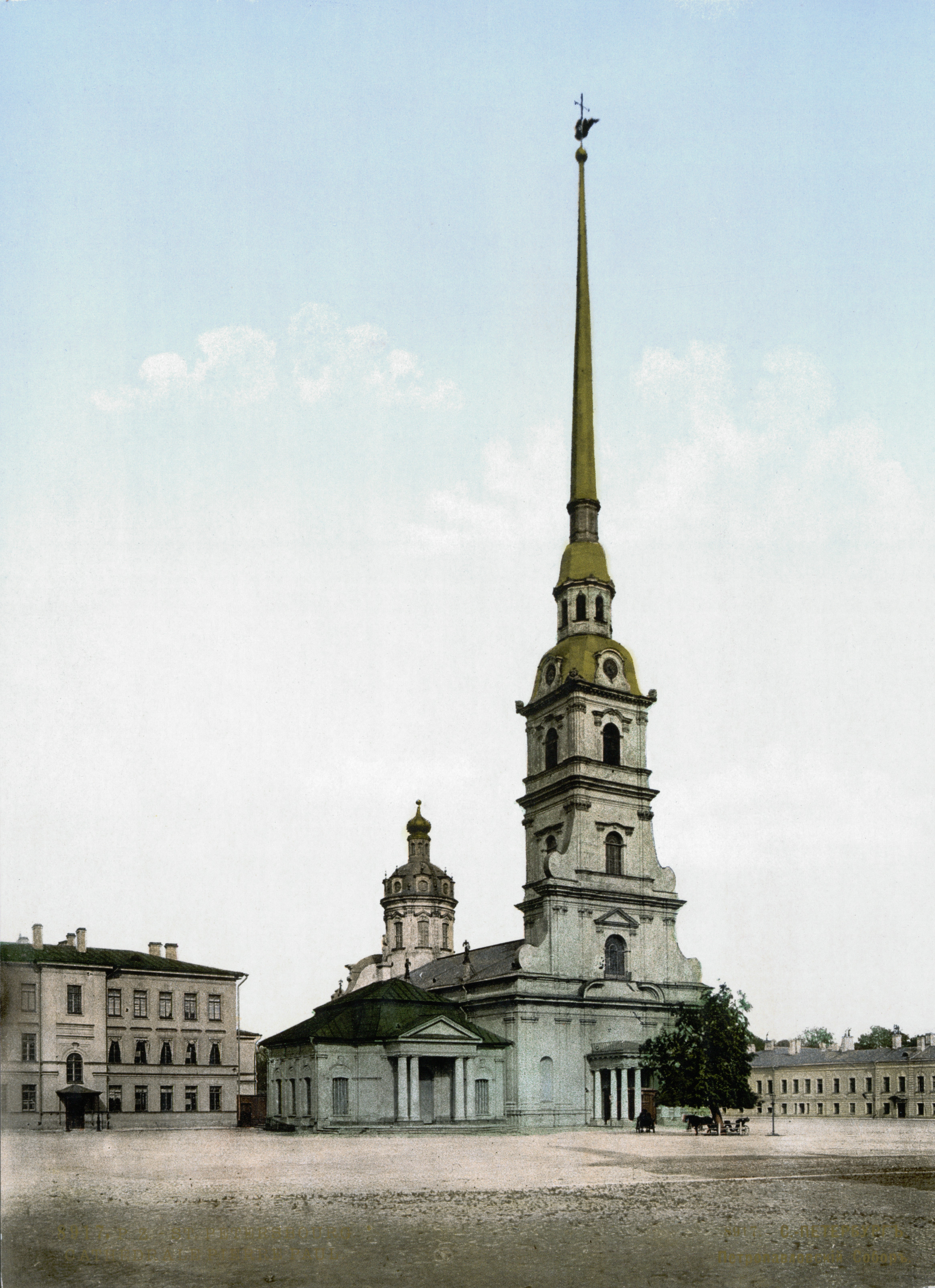
首座使徒ペトル・パウェル大聖堂はペトロパヴロフスク要塞内に建てられた「ピョートル・バロック」に属するバロック様式の建物である（1890-1905年の古写真）。
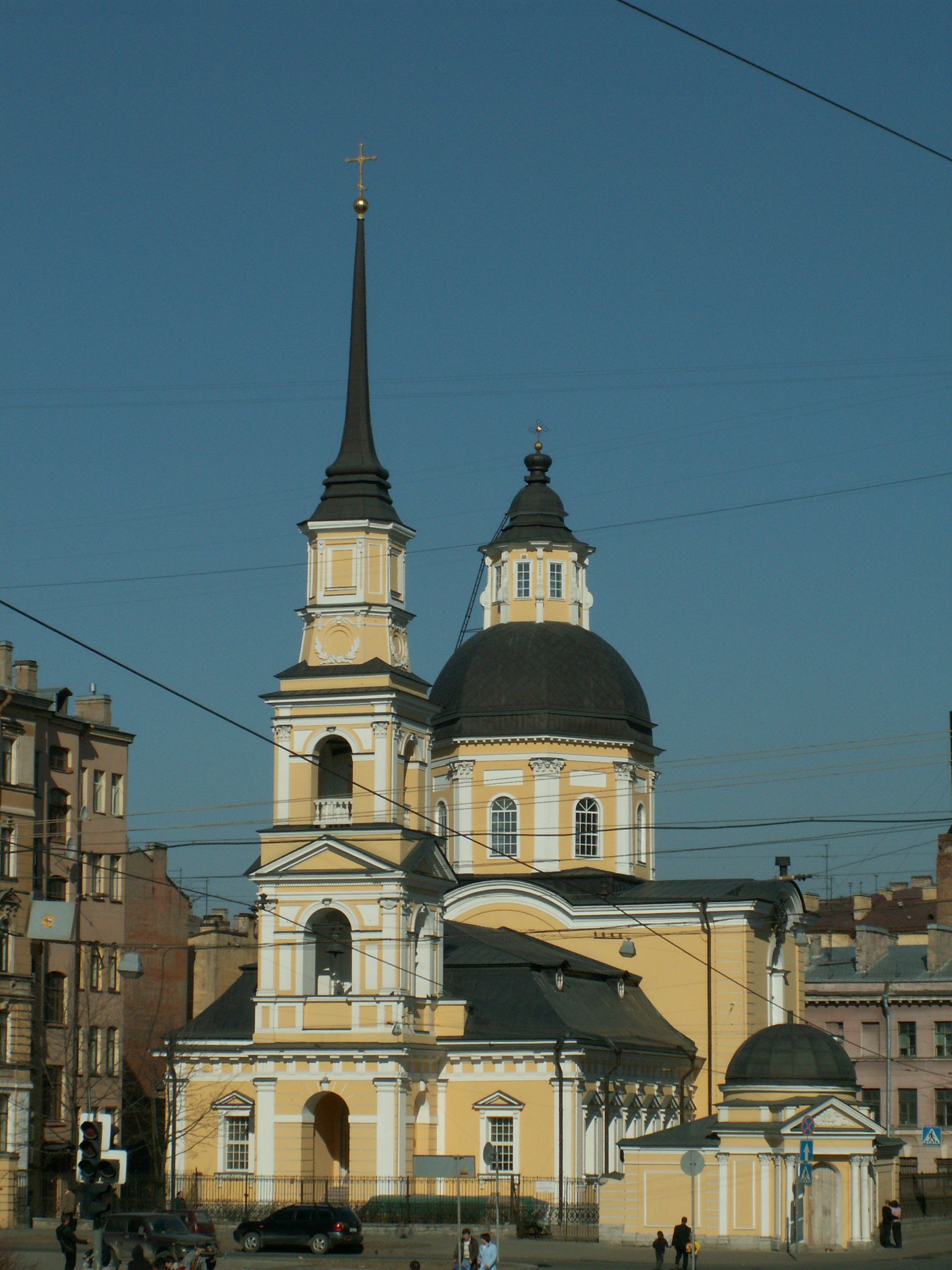
ペテルブルクの聖シモン・アンナ教会は1734年建設のバロック建築。いわゆる「ピョートル・バロック」に属する。
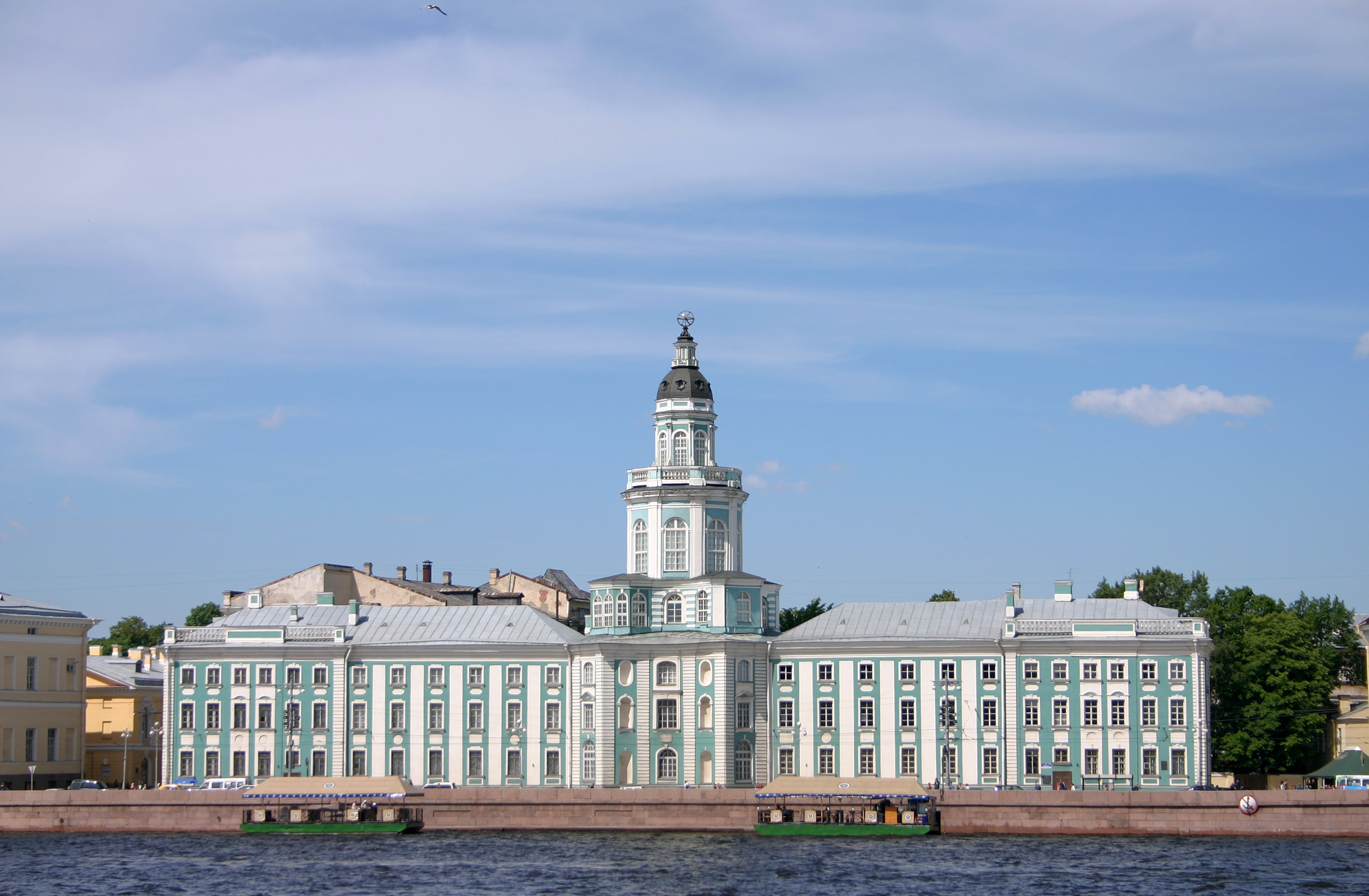
ペテルブルクのクンストカメラはピョートル1世の蔵書や収集品を収蔵するために建てられた。1718年着工、1727年完成。バロック様式。
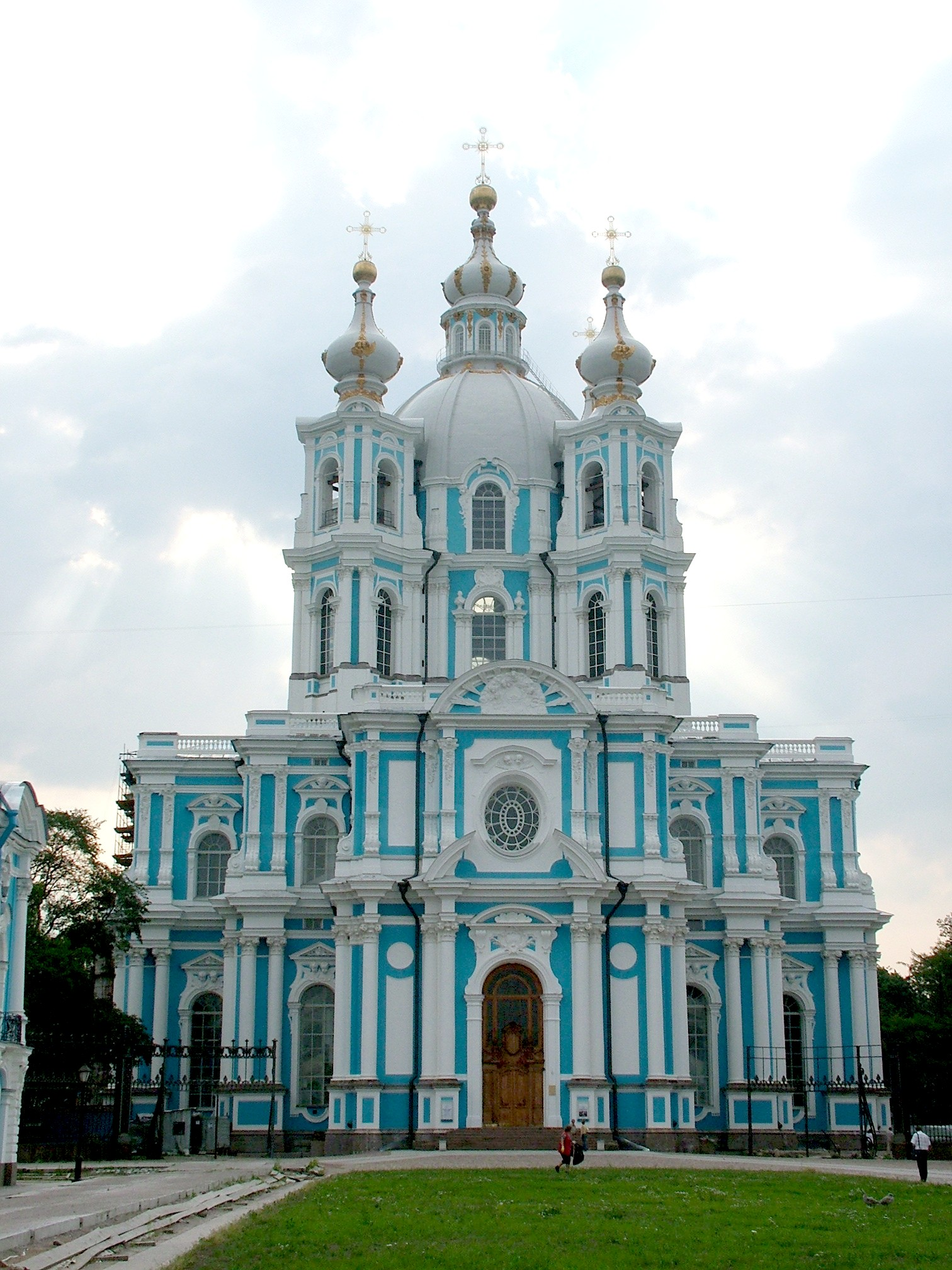
バロック様式の代表作品、ペテルブルクのスモーリヌィ修道院（1748年-1764年）
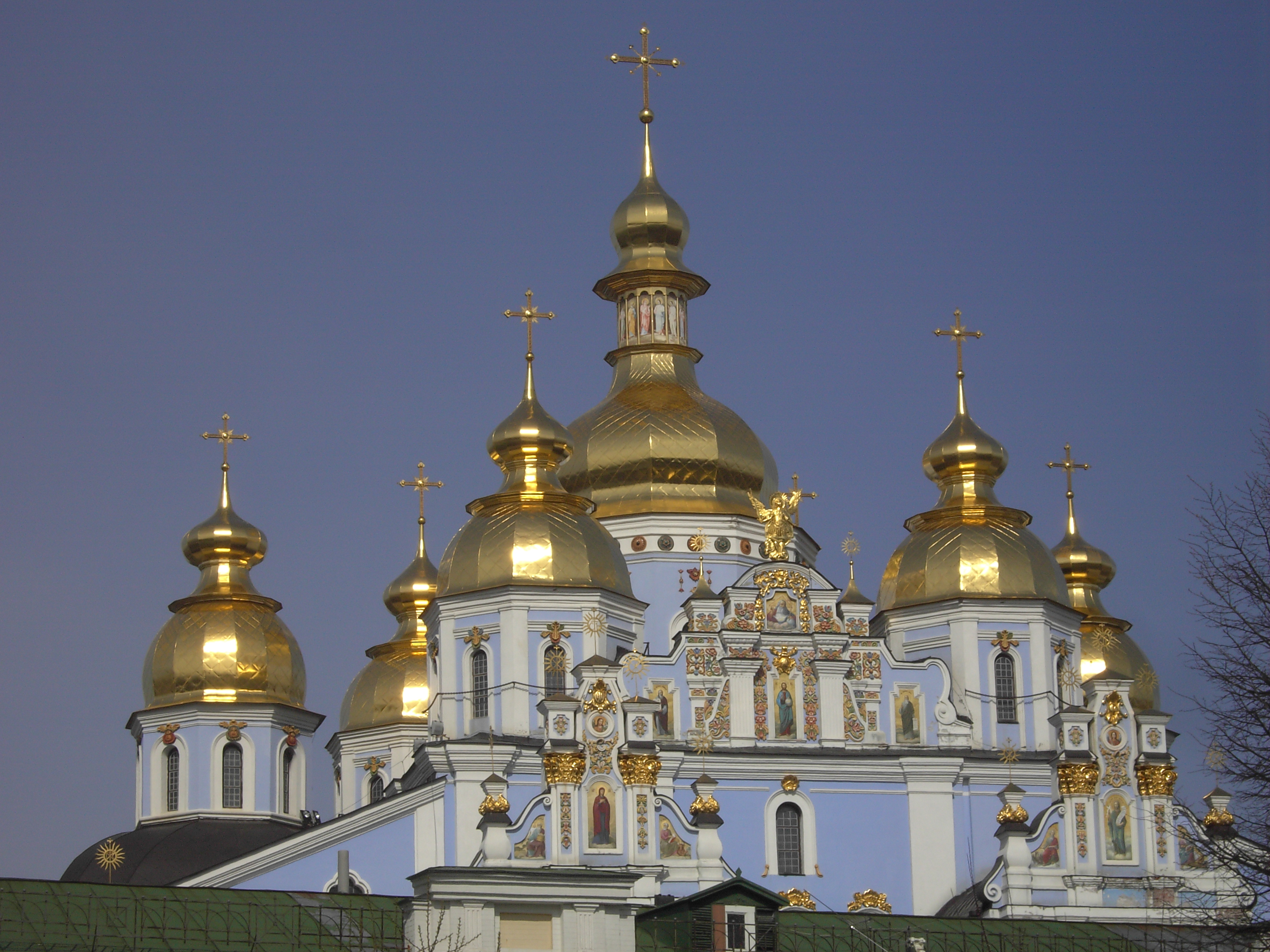
キエフの聖ムィハイール黄金ドーム修道院はウクライナ・バロックに属する建物である。
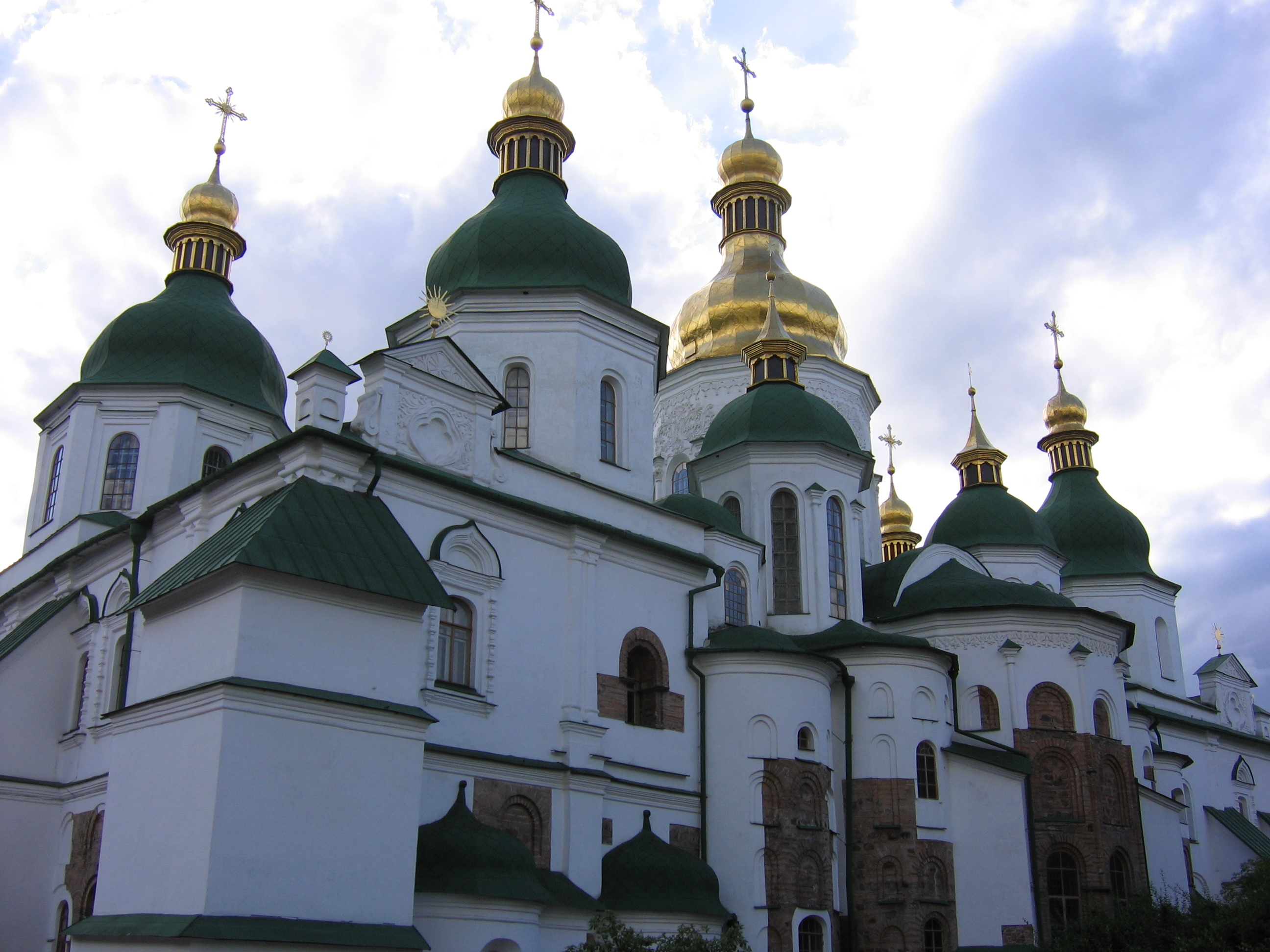
キエフの聖ソフィア大聖堂はイヴァン・マゼーパによって改修作業が開始され、1740年に終わった。大聖堂は内部の古来の装飾が保存され、外部だけはウクライナ・バロックの様式で造りかえられた。
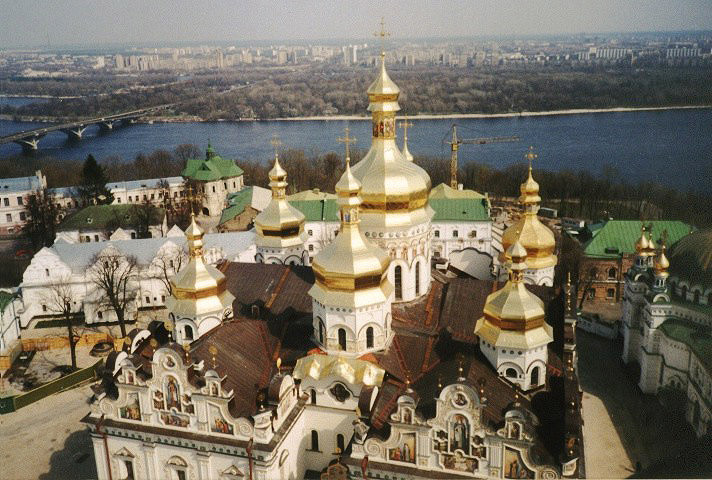
キエフ・ペチェールシク大修道院（キエフ洞窟大修道院）はウクライナ・バロックの建築様式。三位一体大門教会をともなう。
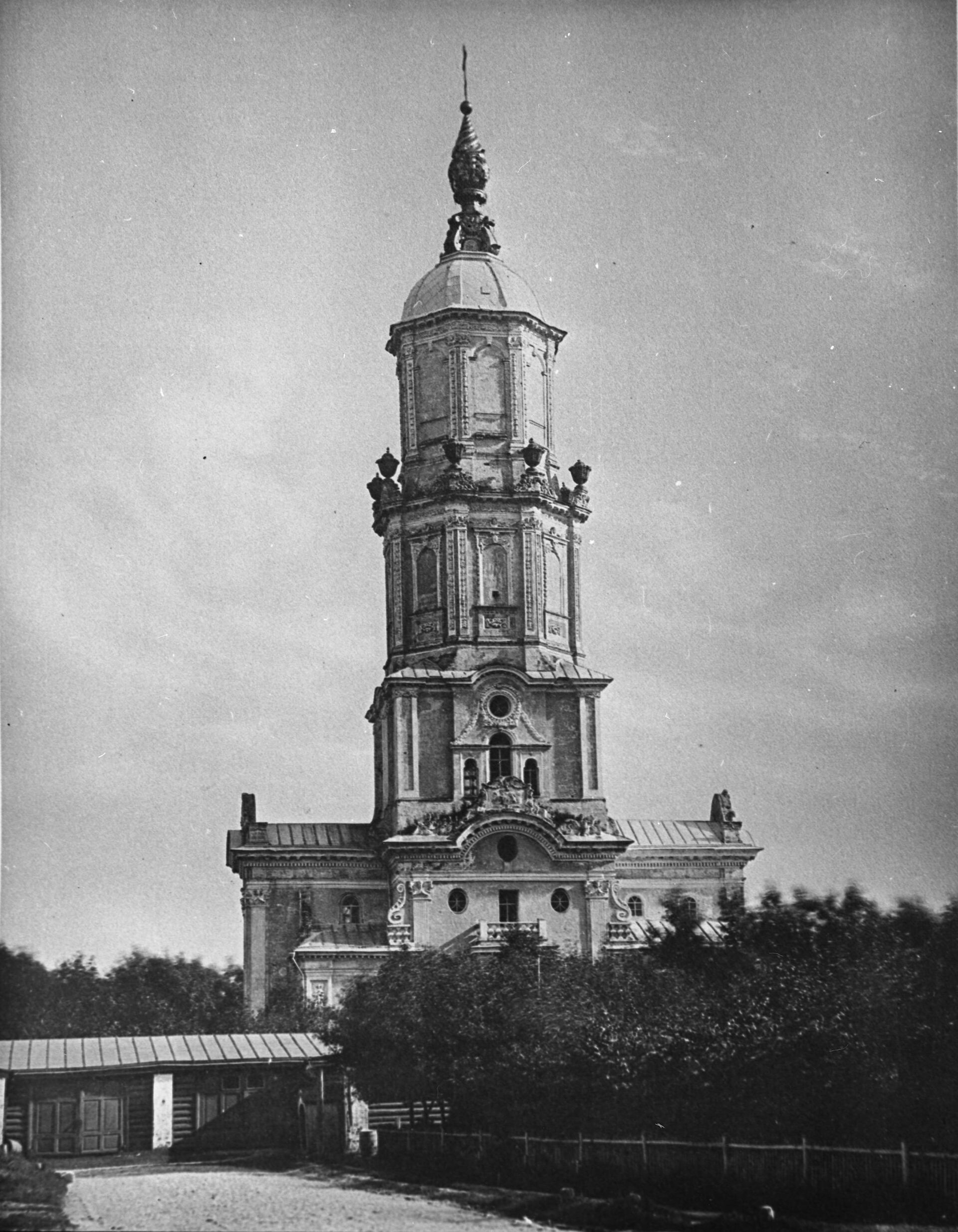
ピョートル大帝の寵臣メンシコフの旧邸メンシコフ宮殿。メンシコフ塔はメンシコフ宮殿附属の塔でピョートル時代に建てられた（1882年撮影）。
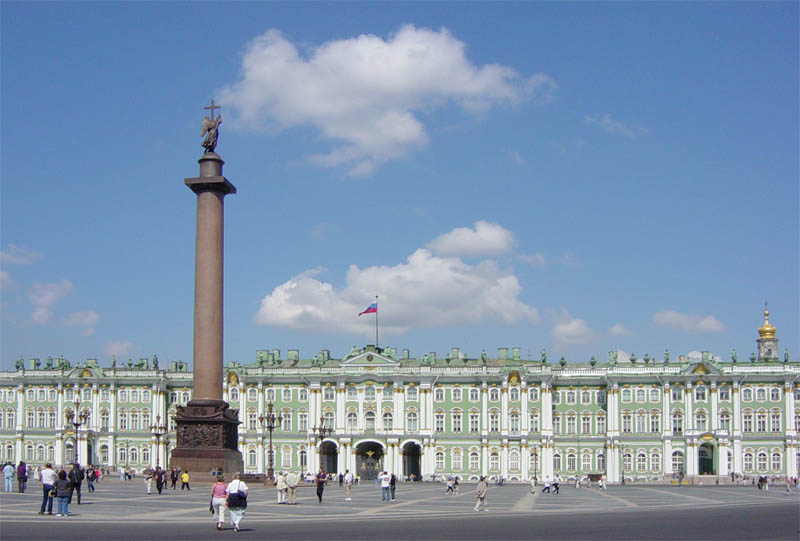
ペテルブルクの冬宮殿。1754年着工、1762年完成。バルトロメオ・ラストレッリ設計のバロック様式建築。中央左の円柱は祖国戦争（ナポレオン戦争）勝利記念のアレクサンドル円柱である。
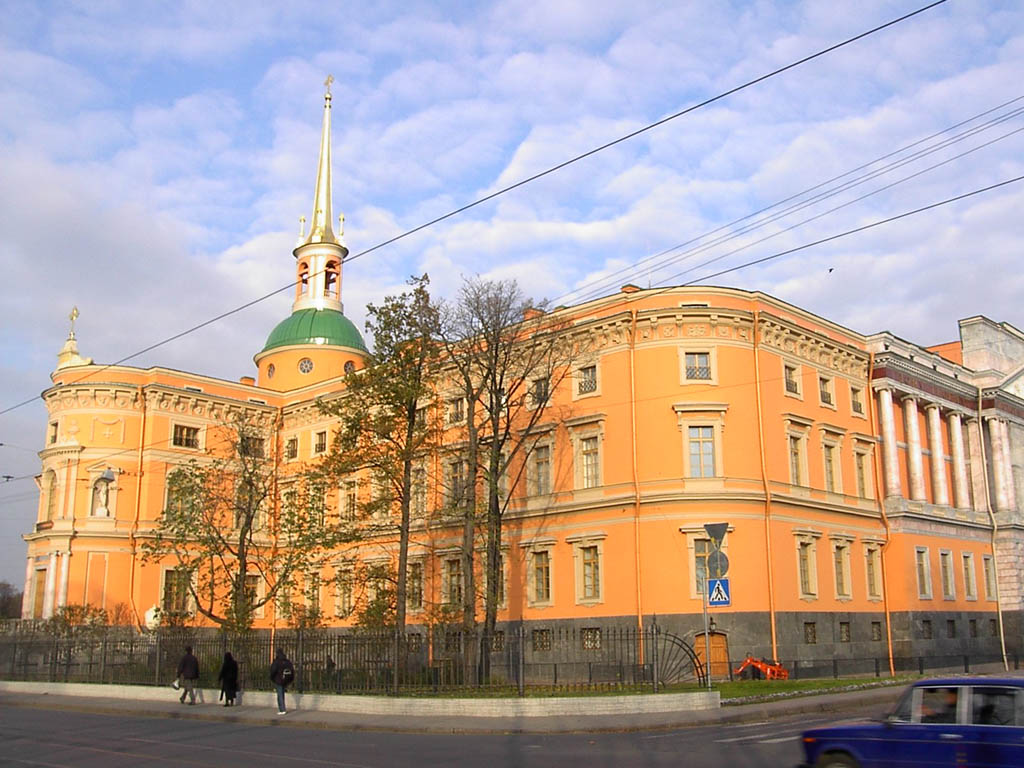
フランス古典主義、イタリア風ルネサンス様式、ゴシック様式などの折衷様式で建てられたペテルブルクのミハイロフスキー城（1797年-1801年）
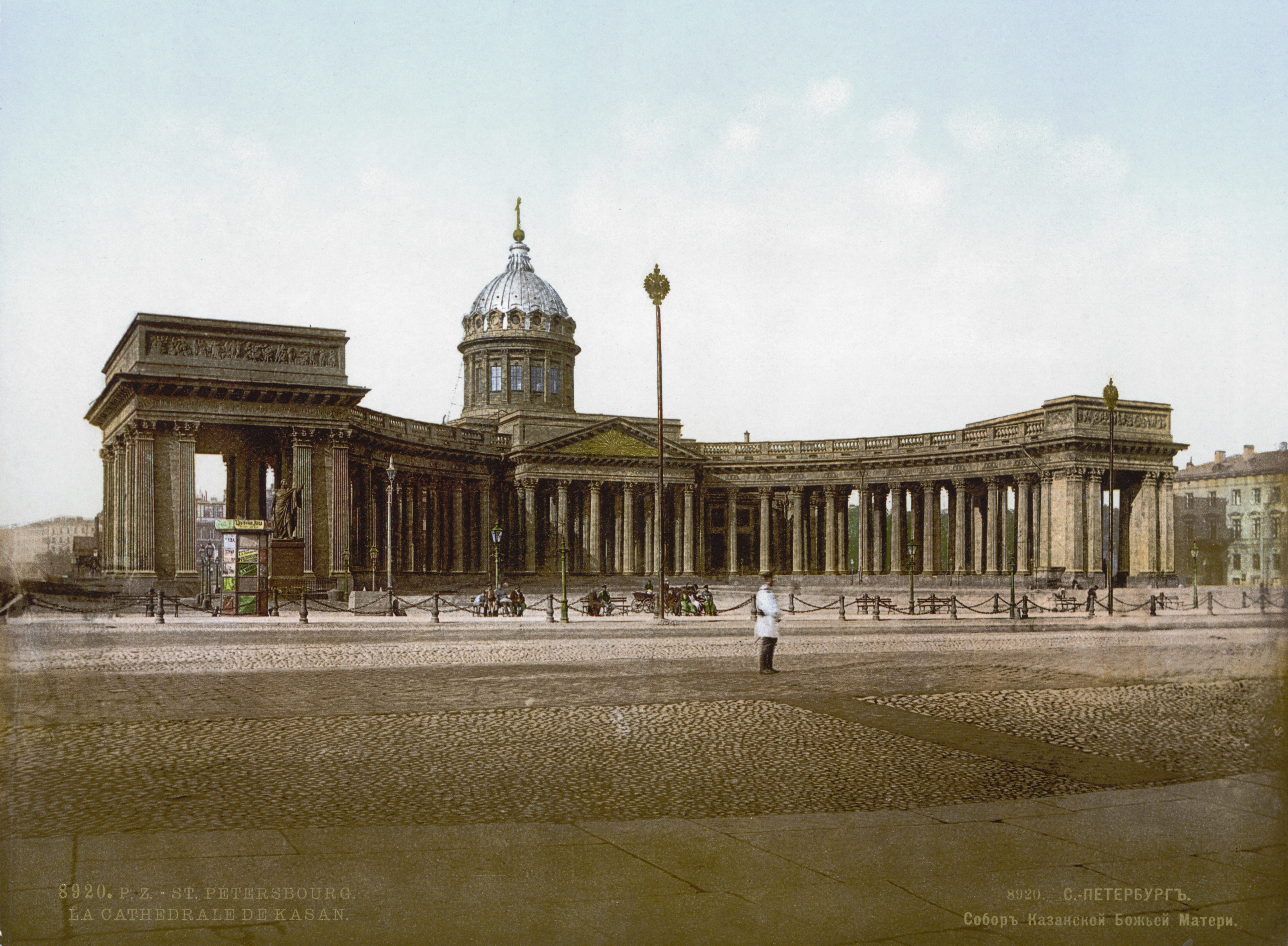
ペテルブルクのカザン聖堂はアンドレイ・ヴォロニーヒン設計による新古典主義の大聖堂で名将ミハイル・クトゥーゾフの遺体が安置されている。1801年の着工、1811年の完成（1890-1905年の古写真）。
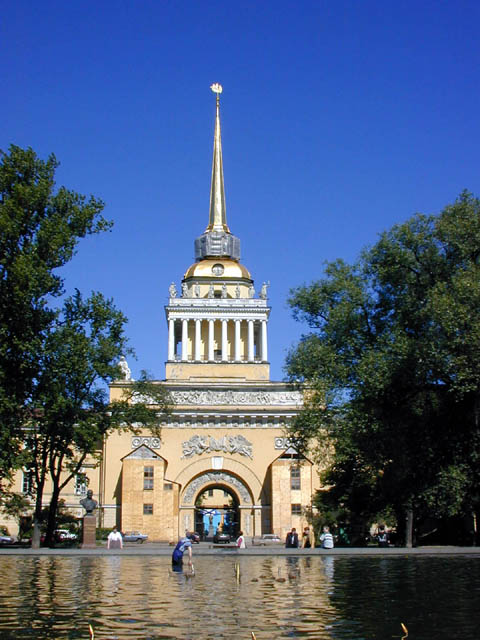
ペテルブルクの旧海軍省（1732年-1738年、1806年-1823年）はコローボフの作品。ロシア・クラシック様式。
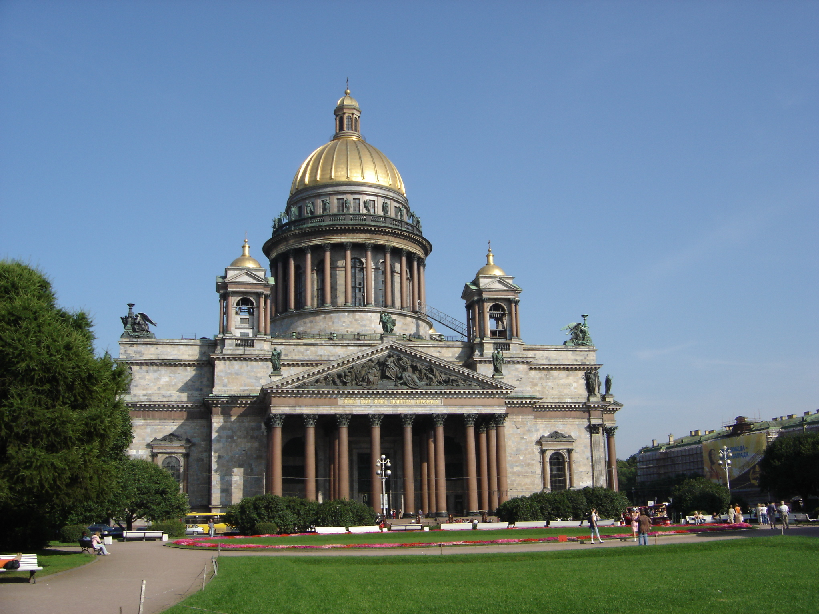
ペテルブルクの聖イサアク大聖堂はピョートル大帝の命によって建立され、エカチャリーナ2世の移転改築を経てアレクサンドル1世に改修された大聖堂。仏人モンフェランの設計。1818年着工、1858年完成。ロシア・ビザンティン様式。
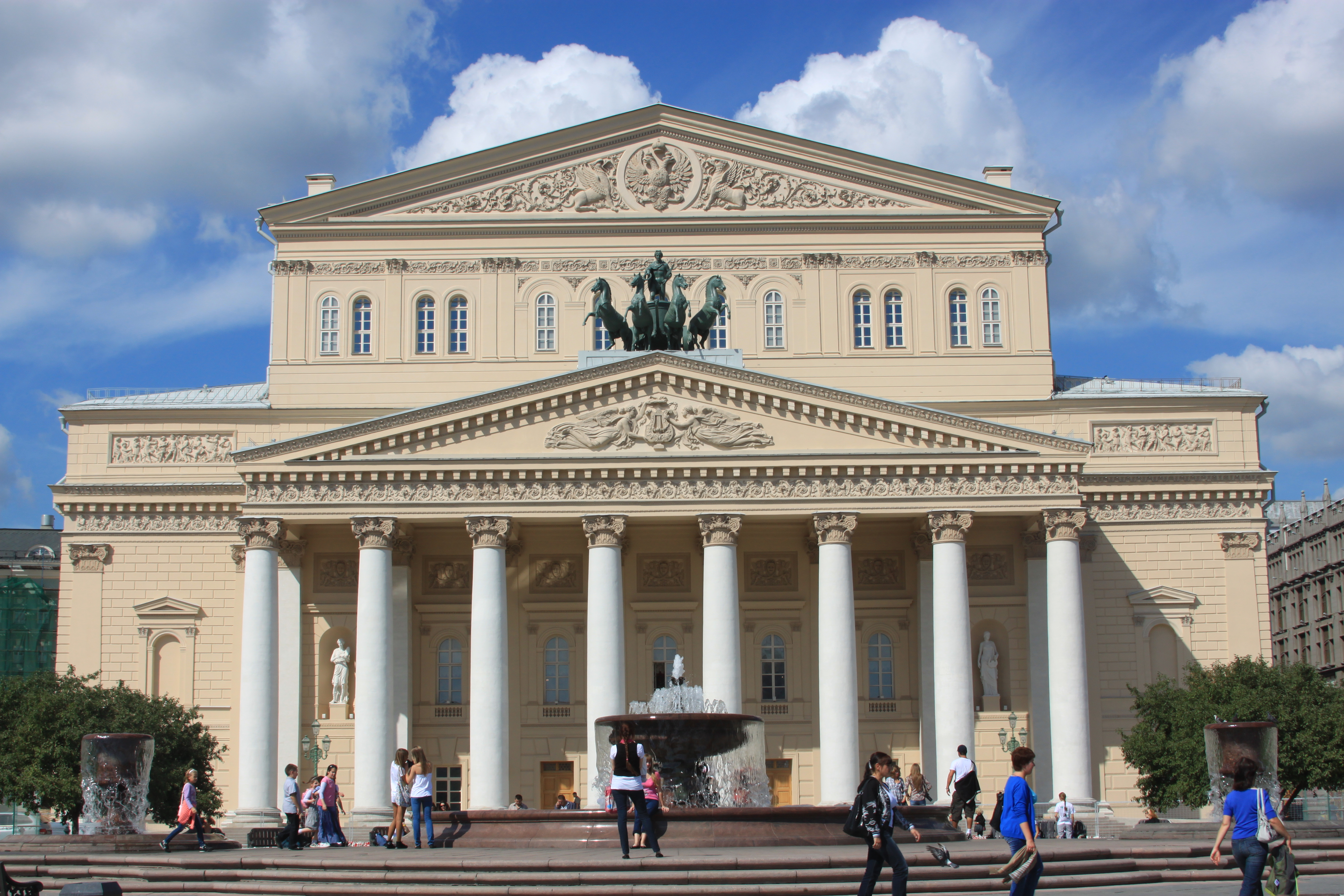
モスクワのボリショイ劇場（1821年-1825年）
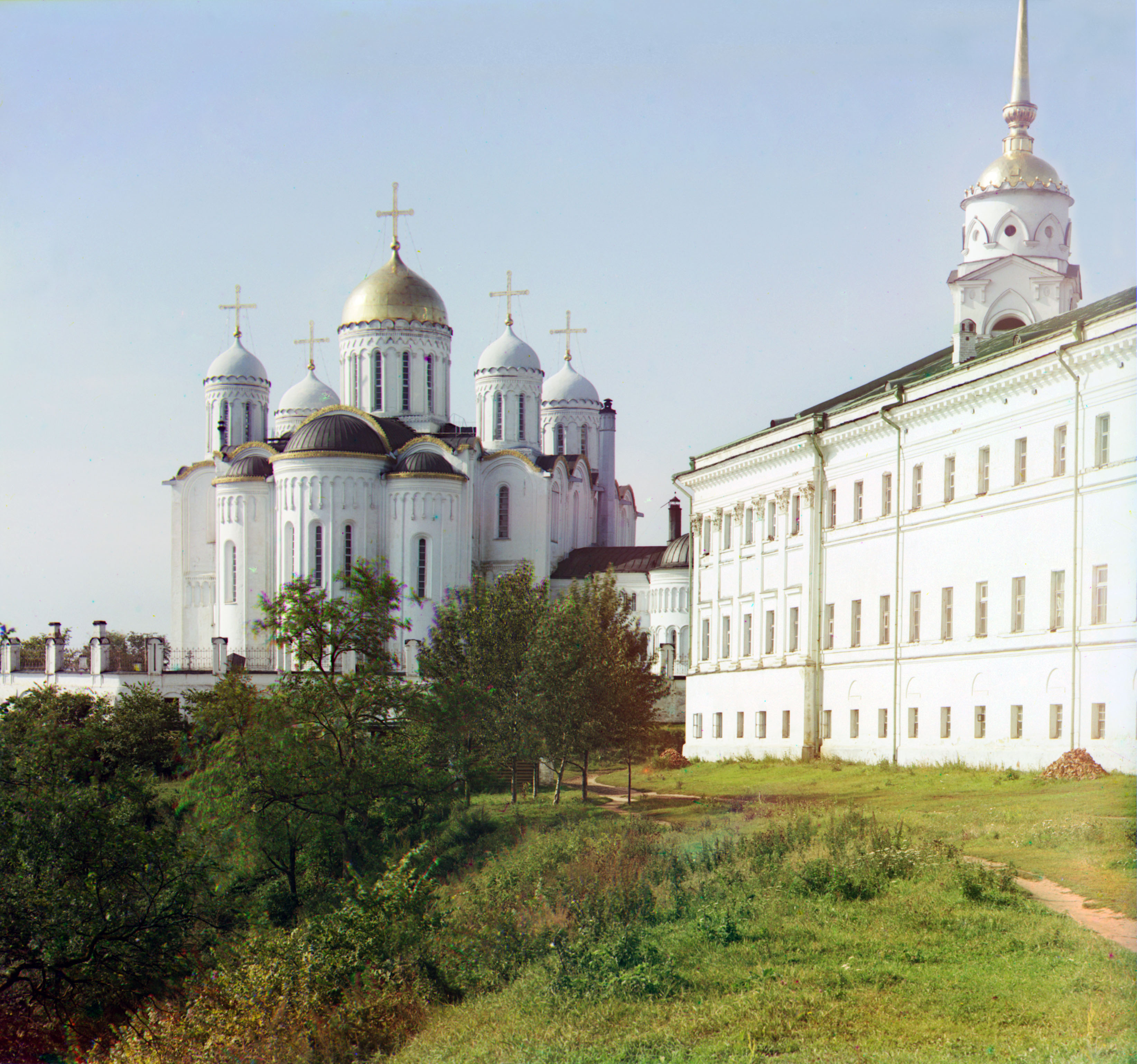
ウラジーミルの生神女就寝大聖堂は12世紀に建てられたビザンティン様式の建物。モンゴル人のルーシ侵攻の際、大公一族とともに焼き払われた。黄金門・大聖堂ともに後世の復元である。
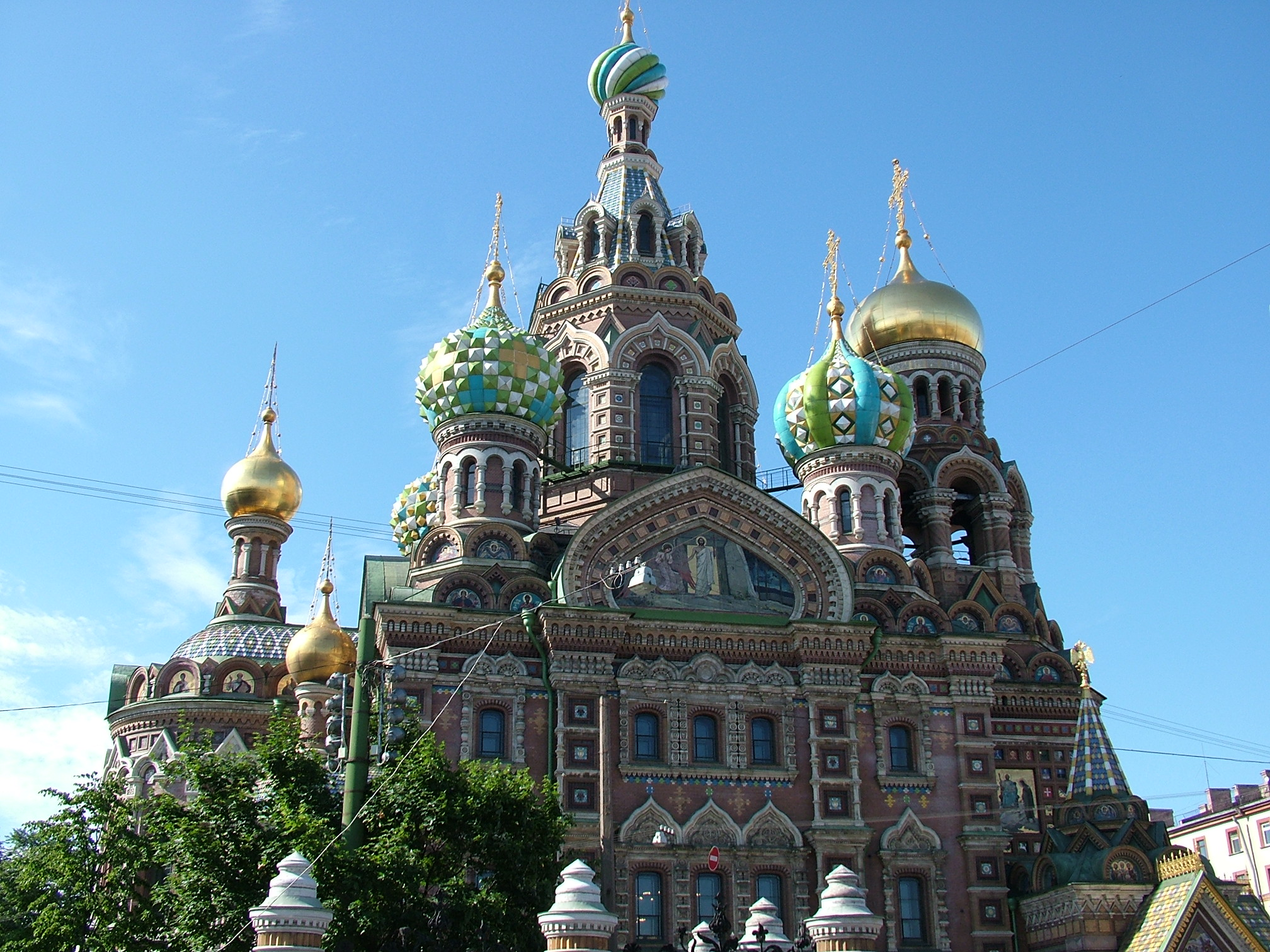
ペテルブルクの血の上の救世主教会は「解放皇帝」アレクサンドル2世受難の地に建てられた。1883年着工、1907年完成。バロック式とも新古典様式とも異なる中世ロシア風の建築。
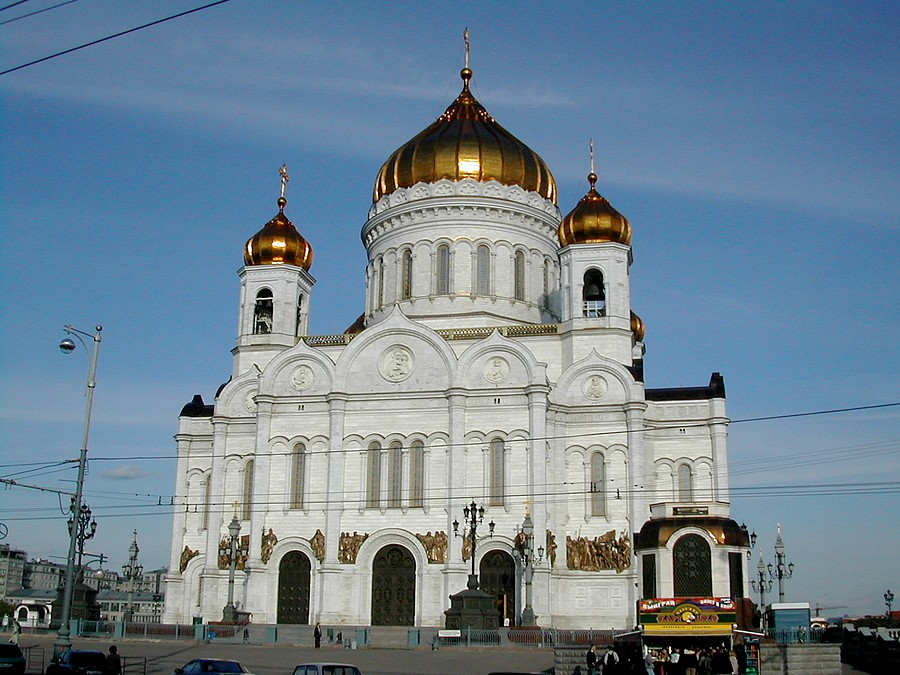
モスクワの救世主ハリストス大聖堂は1817年着工で1824年に中断、1839年に基礎工事が完成し、1883年のアレクサンドル3世の戴冠式に献堂された。ネオロシアのいわゆる「ロシア・ビザンティン」の建築である。
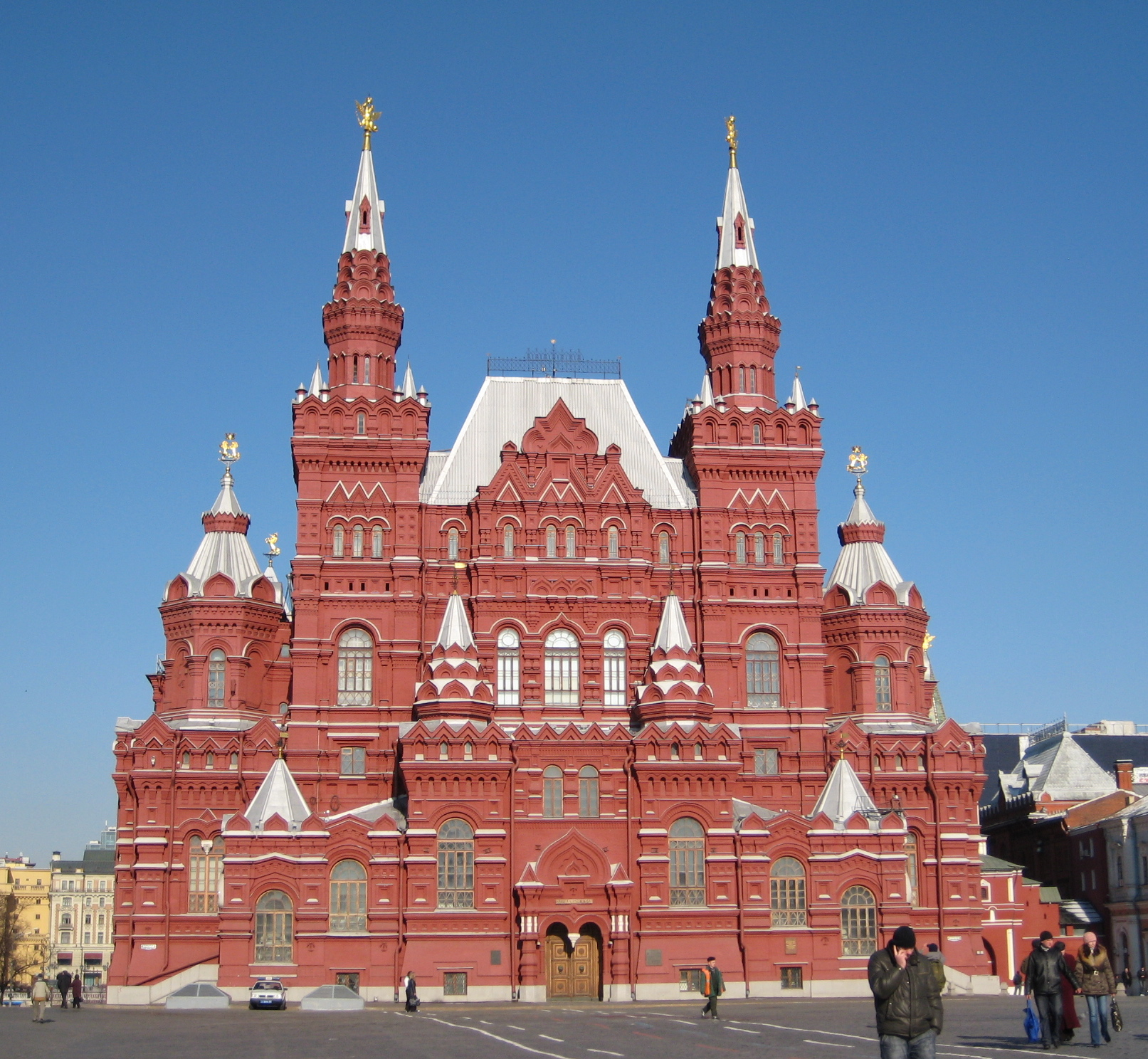
赤の広場よりみたモスクワの国立歴史博物館（1875年—1881年）
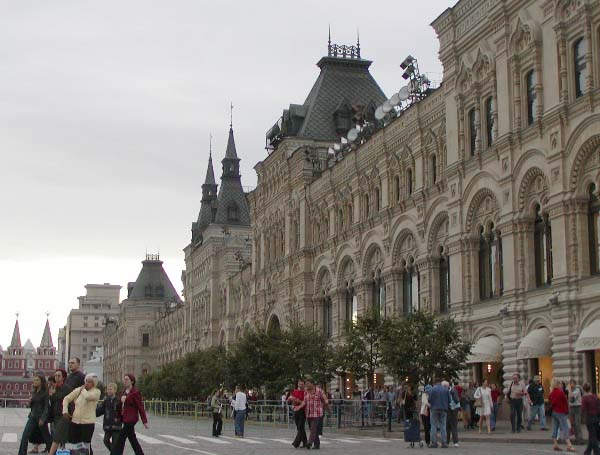
モスクワのグム国立百貨店（1888年-1893年）のファサード。ウラジーミル・シューホフによるネオロシアの作品。
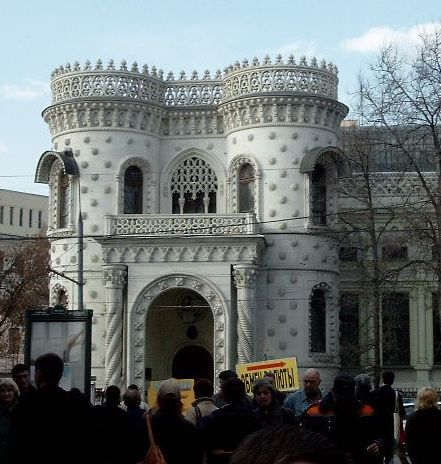
モスクワの旧モローゾフ邸（1894年-1898年）は折衷様式の建物
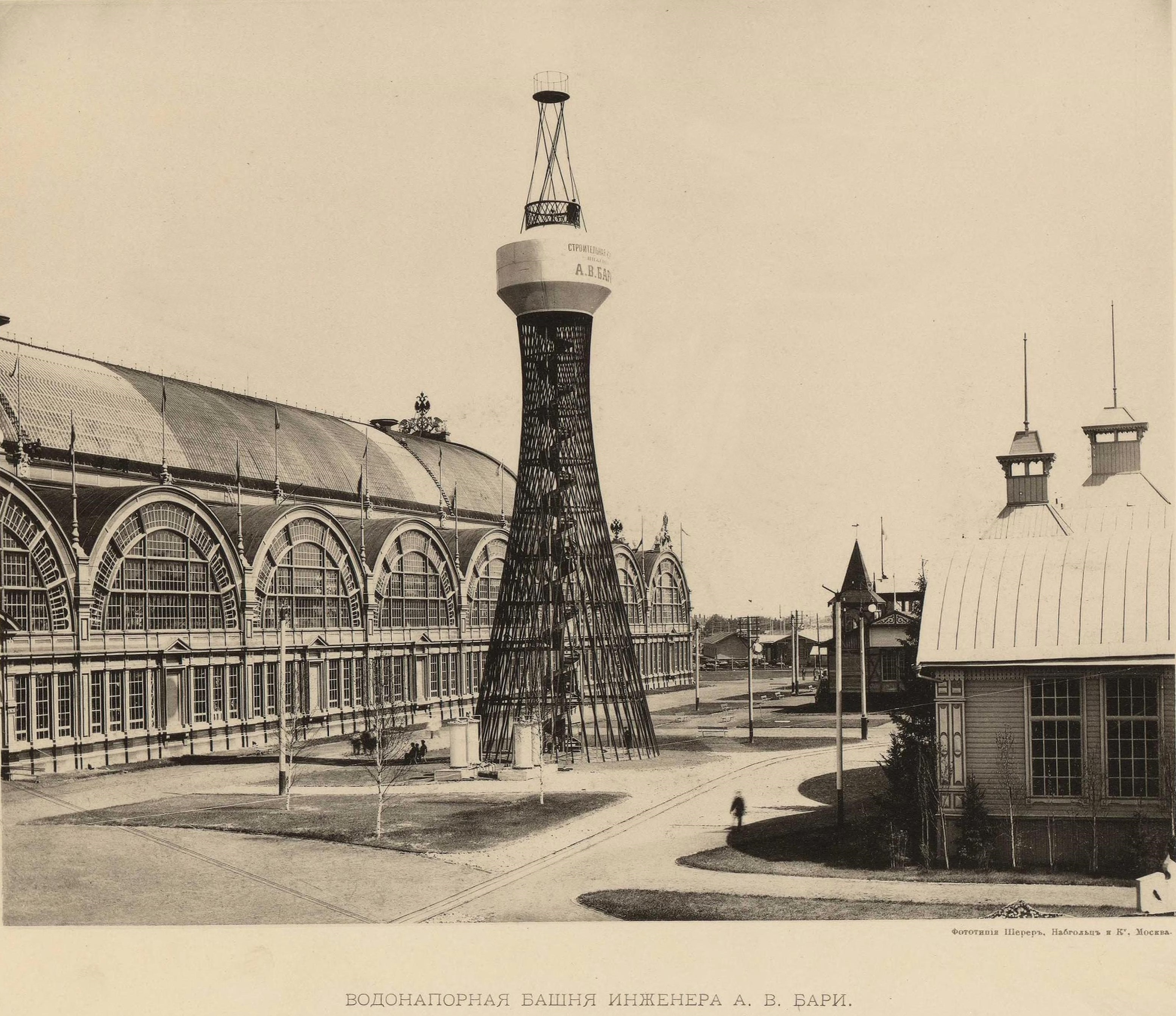
ニージニー・ノヴゴロドの汎ロシア博覧会の給水塔。1896年完成。ウラジミール・シューホフ設計によるロシア構成主義の建物。